# Coriosopitum

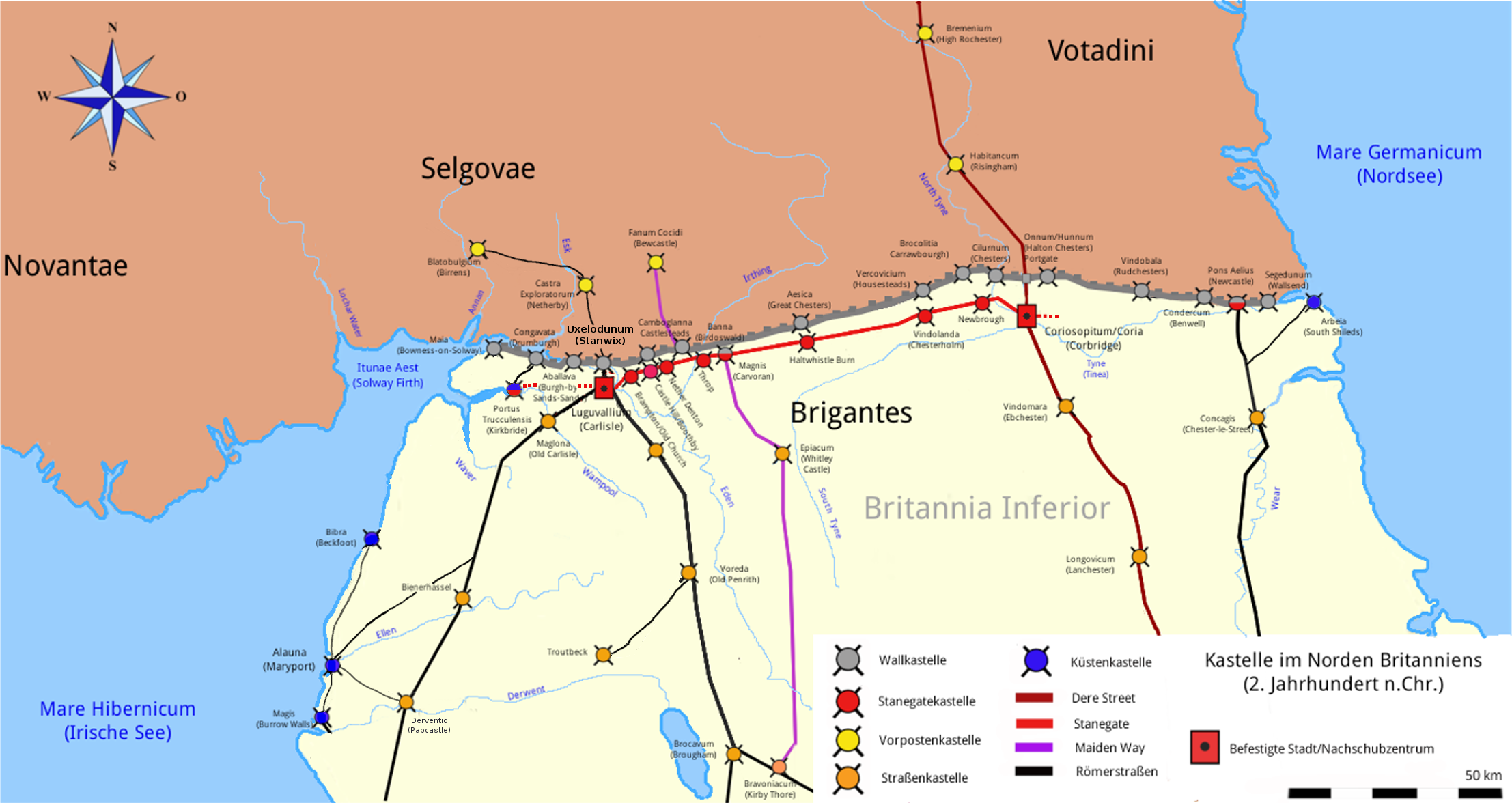
Lageskizze Verlauf der Stanegatestraße und des Hadrianswalls mit Kastellstandorten

Coriosopitum (oder Coria) befand sich auf dem Gebiet der heutigen Ortschaft (Parish) Corbridge/Sandhoe, District Northeast, Grafschaft (County) Northumberland, England.
Der Ort war vom 1. bis zum 5. nachchristlichen Jahrhundert einer der bedeutendsten Militärstützpunkte und Römerstädte am Hadrianswall. Die heute noch sichtbaren Überreste gehören größtenteils zur Zivilstadt an der Kreuzung der Dere Street und des Stanegate, die sich um ein Kastell und die Tynebrücke entwickelt hatte. Ein Legionsstützpunkt inmitten der Zivilstadt ersetzte später die Kastelle, die im 1. und 2. Jahrhundert dort gegründet worden waren. Nach Fertigstellung des Hadrianswalls wurde es zu einer der Nachschubbasen für die Garnisonen im Ostabschnitt des Walls ausgebaut. Im frühen 3. Jahrhundert spielte Coria noch einmal eine wichtige Rolle bei den Caledonenfeldzügen des Septimius Severus. Bis zum 4. Jahrhundert hatte es die Ausmaße einer Kleinstadt erreicht. Corbridge blieb bis in die letzten Jahre der römischen Herrschaft über Britannien ein pulsierendes Handels- und Militärzentrum. Die archäologische Stätte steht heute unter dem Schutz von English Heritage und ist für Besucher zugänglich gemacht worden. Zu den bedeutendsten Funden zählen die Bestandteile von römischen Segmentpanzerungen, anhand derer funktionstüchtige Nachbauten angefertigt werden konnten. Die Funde werden vor Ort ausgestellt. Die Artefakte des Corbridge Horts werden im Corbridge Museum und im Great North Museum in Newcastle upon Tyne gezeigt.

## Name
Der antike Ortsnamen scheint in den vier wichtigsten Schriftquellen des Altertums auf:
- Itinerarium Antonini (Corstopitum),
- Geographica des Claudius Ptolemäus (Coria),
- Vindolanda-Tafeln (Coria oder Coris),
- Geograph von Ravenna (Corielopocarium).

Weitere Schreibvarianten sind:
- Corioritum,
- Coriosopitum,
- Corsopitum,
- Corsobetum.

Der heutige Ortsnamen könnte noch auf das römische Corstopitum zurückgehen. Wenn dem so ist, muss Cor- eine Verkürzung des ursprünglichen Ortsnamens sein, in dem aber nur die erste Silbe erhalten blieb. Der Name stammt wohl noch aus vorkeltischer Zeit. Coria/Coris könnten dieselben Wurzeln wie das gälische Coire (= runde Vertiefung/Doline) und das walisische Cwm (= Tal) haben. Beide Begriffe würden gut zu den topographischen Merkmalen der Region um Corbridge passen. Corstopitum war möglicherweise eine Kombination seines alten britischen Namens und des lateinischen strepitum (= laut, hallend). Es könnte „das laute (geschäftige) Tal“ bedeuten, eine zutreffende Bezeichnung für einen stark frequentierten Militär- und Handelsplatz an der Nordgrenze. In der Ravenna-Kosmographie des 5. Jahrhunderts scheint Corie Lopocarium – zwischen Concangis (Chester-le-Street, Durham) und Segedunum (Wallsend, Tyne & Wear) – auf. Es wird in der Forschung mit dem Coria des Ptolemaeus gleichgesetzt. Laut dem dortigen Eintrag scheint die romano-britische Stadt ab dem 5. Jahrhundert aber wieder unter ihrem ursprünglichen Namen bekannt gewesen zu sein. Was das Suffix Lopocarium bedeutet, bleibt nach wie vor unklar. Entweder ist es ein Abschreibfehler der mittelalterlichen Kopisten, oder eine separate Siedlung, die bislang noch nicht identifiziert bzw. lokalisiert werden konnte. Vielleicht bezeichnet es auch ein Siedlungszentrum indigener Briten, der Corionototae, in diesem Fall wohl ein Zweig der Briganten, das Suffix könnte demnach deren Stammesnamen beinhalten. J. Hind hat vorgeschlagen, dass der römische Name für Kastell und Stadt in Wirklichkeit Corioritum gelautet haben könnte.
Die Angelsachsen bezeichneten den Ort als Corchester, um 1050 stand dort auch wieder eine Brücke, Corebricg, auf die der heute gebräuchliche Ortsname größtenteils zurückgeht.

## Lage

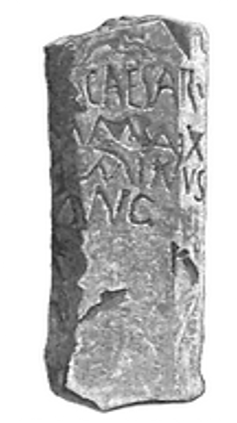
Meilenstein aus der Zeit des Maximinus Daia

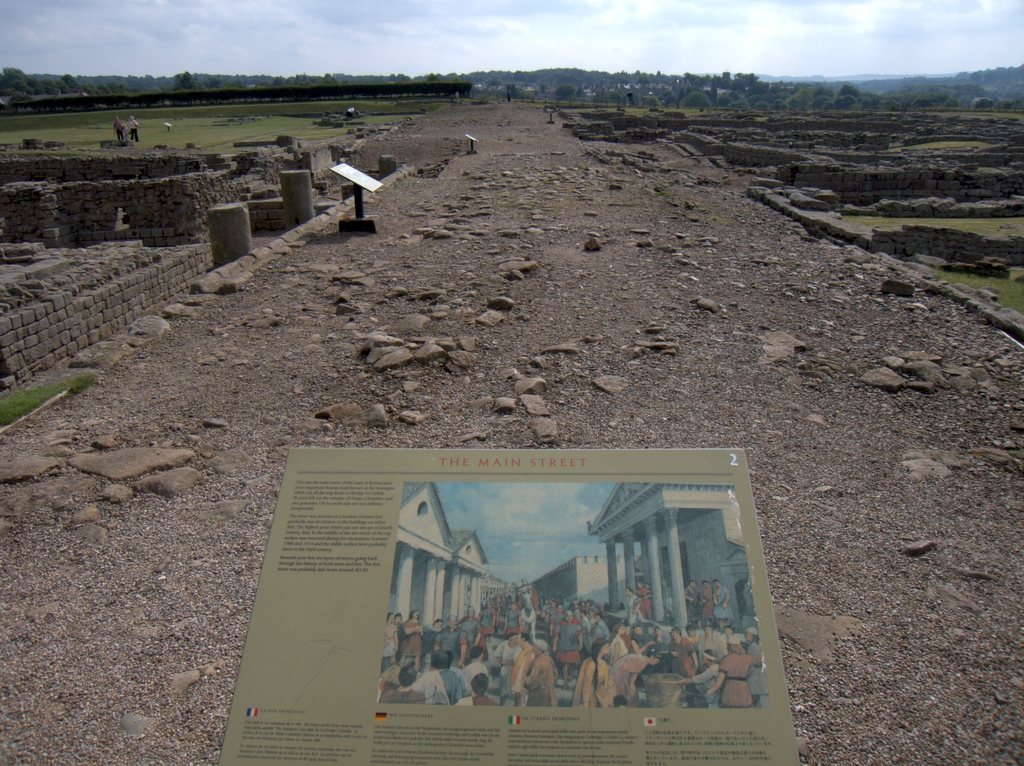
Der Stanegate vor den Speichergebäuden, die west-östliche Hauptstraße des antiken Coria

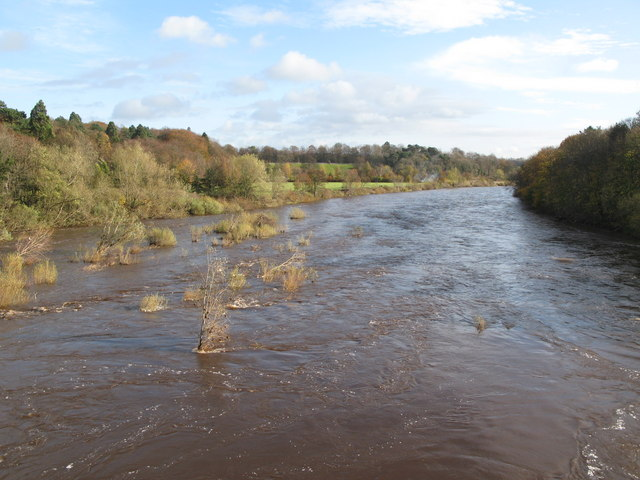
Der Tyne bei Corbridge

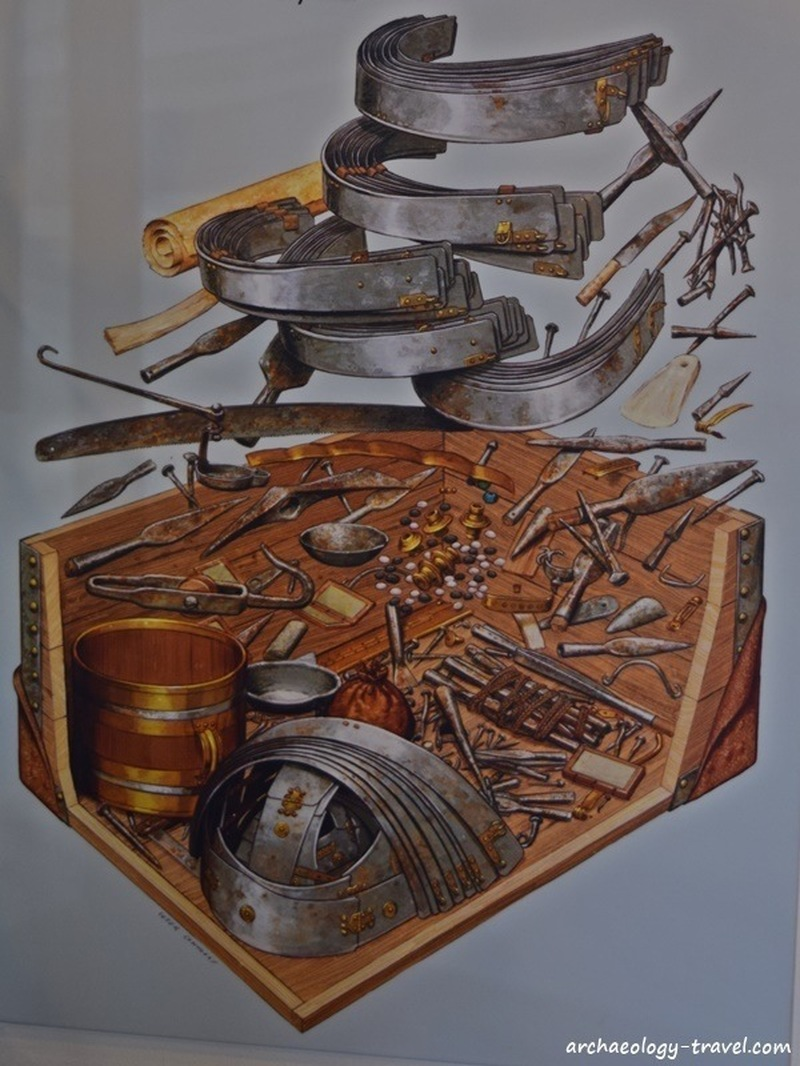
Rekonstruktion des Corbridge Horts

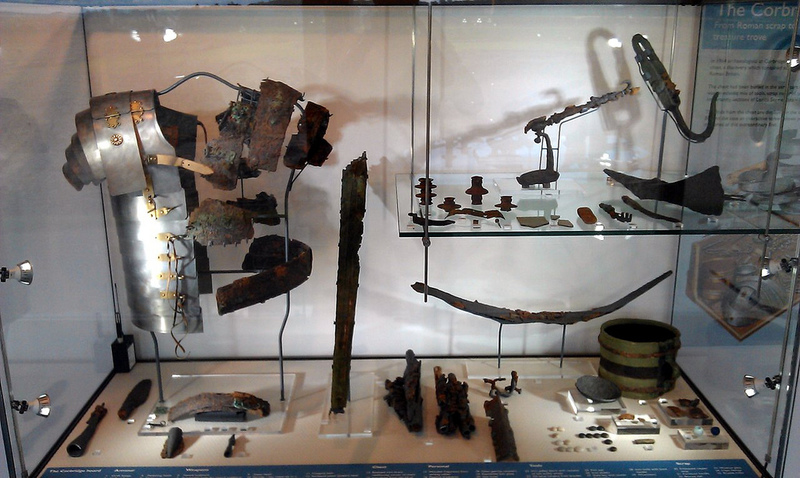
Originale und rekonstruierte Artefakte des Corbridge Horts

Kastelle und Stadt lagen direkt am nördlichen Flussufer, 28 km westlich von Newcastle und etwa 800 Meter westlich von Corbridge. Im Itinerarium Antonini des späten 2. Jahrhunderts werden in Iter I (Route) alle Straßenstationen vom Hadrianswall bis nach Prätorium (Bridlington) an der Nordostküste Englands angeführt. Laut dem zweiten Eintrag war Corstopitum 20 Römische Meilen von Bremenium und 9 Meilen von Vindomora entfernt. Zwei bei Corbridge aufgefundene Meilensteine stammten aus der Regierungszeit des Victorinus (269–271) und des Maximinus Daia (309–313).
Coriosopitum stand auf einer Anhöhe über dem Tyne. Diese fällt leicht nach Süden zum Fluss und im Westen zum Cor Burn ab. Im Norden läuft sie eben aus. Sie war damit am geographisch niedrigsten Punkt des Flusstales platziert. In der Nähe vereinigte sich der North- mit dem South-Tyne. Dort überquerte die Dere Street, in jener Zeit eine der wichtigsten Nord-Süd-Routen Britanniens, den Fluss. Sie betrat die Stadt etwas weiter westlich der heute sichtbaren Überreste. Etwa 4 km nördlich stand das Portgate, ein stark frequentierter Grenzübergang am Hadrianswall. In Coriosopitum traf die Dere Street auf den Stanegate, der als Ost-West-Verbindung zwischen Pons Aelius und Luguvalium (Carlisle) und zur Versorgung der Grenzgarnisonen verwendet wurde. Jeder, der rasch an die Westküste, nach Norden oder zur Mauer gelangen wollte, musste die Stadt passieren.
Die drei wichtigsten Routen nach Nordbritannien waren zwei Nord-Süd-Straßen und der von Ost nach West verlaufende Stranegate zwischen Coria und Luguvalium (Carlisle). Von den beiden von Nord nach Süd verlaufenden Hauptstraßen verlief die östliche durch Coria, die westliche durch Luguvalium. Die Dere Street verlief östlich durch die Pennines und teilte sich bei Scotch Corner – nördlich von Cataractonium (Catterick). Sie verband dabei eine Reihe der Pennines-Kastelle – darunter Vinovia (Binchester) – mit Coria. Die andere Straße zweigte nach Nordwesten ab, überquerte die Pennines über Stainmore, Bowes, sowie Brough und führte dann nordwestlich nach Luguvalium und darüber hinaus. Alternativ konnte man auch an der Westseite der Pennines von Deva (Chester) nach Norden über Bremetennacum (Ribchester) bis nach Luguvalium reisen. Die modernen Fernstraßen im Norden Englands und im Süden Schottlands, die A1, A68 und A66 folgen an vielen Stellen noch den Trassen der einstigen Römerstraßen.
Straßenverbindungen bestanden über den Stanegate nach
- Cilurnum (Chesters, Northumberland), nach
- Washing Wells (Whickham, Tyne & Wear)

und über die Dere Street nach
- Onnum (Halton Chesters, Northumberland), nach
- Vindomora (Ebchester, Durham), zum
- Portgate, nach
- Habitancum (Risingham, Northumberland),
- Bremenium (High Rochester) und vielleicht auch nach
- Whitley Castle (Northumberland).

## Forschungsgeschichte
Die Antiquare John Leland und William Camden besuchten zwischen 1539 und 1599 Corbridge und sahen dort noch aufrecht stehende römische Mauern. Zu Beginn des 18. Jahrhunderts beschrieb John Horsley die Stätte als schon weitgehend durch den Pflug zerstört. Alexander Gordon konnte aber noch einige Mauerstrukturen deutlich erkennen. Um 1810 waren die Ruinen schließlich durch landwirtschaftliche Tätigkeit vollständig eingeebnet.
Was man heute vom antiken Coria weiß, umfasst nur einen kleinen Abschnitt seiner Gesamtfläche. Zwischen 1861 und 1862 legte William Coulson das nördliche Ende der römischen Brücke und noch einige andere Strukturen innerhalb der Römerstadt frei. Die wissenschaftlichen Untersuchungen begannen im Jahr 1906 (Francis Haverfield, J. P. Bushe-Fox, Robert Forster). Foster leitete, zusammen mit dem Architekten W.H. Knowles (Newcastle) von 1907 bis 1914 die Ausgrabungen in Corbridge. Zwischen 1910 und 1911 wurde ein Teil der Substrukturen der Getreidespeicher zur Konservierung mit einer Mörtelauflage versehen. Der zentrale Teil des Bodendenkmales gelangte auf Initiative von David Cuthbert (Beaufront Castle), Robert Forster und Eric Birley ab 1933 unter staatlichen Schutz und befindet sich heute in der Obhut von English Heritage. Dieser Bereich ist seit 1914 Gegenstand kontinuierlicher Forschungsmaßnahmen. Charles Anderson konsolidierte von 1935 bis 1936 die Horreumwände und den Steinplattenboden sowie die Säulen und das Mauerwerk am südlichen Ende der Speichergebäude. In den Lüftungskanälen der Kornspeicher stieß er auf zahlreiche römische Münzen. Die Kastelle des 1. und 2. Jahrhunderts wurden in den 1940er und 1970er Jahren erforscht. Ian Richmond grub in den ersten Jahren des Zweiten Weltkriegs in Corbridge, aber erst nach dem Krieg begann eine große Serie von Ausgrabungen, die bis in die frühen 1970er Jahre andauerte. Es wurden zwischendurch auch immer Rettungsgrabungen durchgeführt, zum Beispiel als die Umgehungsstraße A69 angelegt und das örtliche Museum eingerichtet wurde. 1951 erstellte John K. St. Joseph Luftaufnahmen vom Grabungsareal. Das Badehaus wurde im Südosten der Red House Farm bei der Anlage einer Drainage zwischen Silagegruben und dem Red House Burn im Jahr 1955 entdeckt. Ausgrabungen fanden dort in den Jahren zwischen 1956 und 1957 statt. Die Funde bestanden aus samischer Keramik und grob ausgeführter Keramik aus dem späten 1. Jahrhundert, mehreren Bronzebroschen und einer Münze des Vespasian. Brian Dobson führte in Corbridge in den 1960er und 1970er Jahren Ausgrabungen durch. Das agricolanische Kastell wurde 1974 beim Bau der Umfahrungsstraße A69 entdeckt. Die Ausgrabungen wurden durch die Society of Antiquaries of Newcastle im Vorfeld der Bauarbeiten vorgenommen. Bei Ausgrabungen im Jahr 1980 – westlich der Kornspeicher – stieß man auf den Westwall der agricolanischen Festung. Ein 1988 von Michael Bishop und John Dore abgefasster Bericht über die Ausgrabungen in Corbridge in den Jahren 1947–1980 beschreibt auch die Entwicklung der beiden Holz-Erde Kastelle.

## Fundspektrum

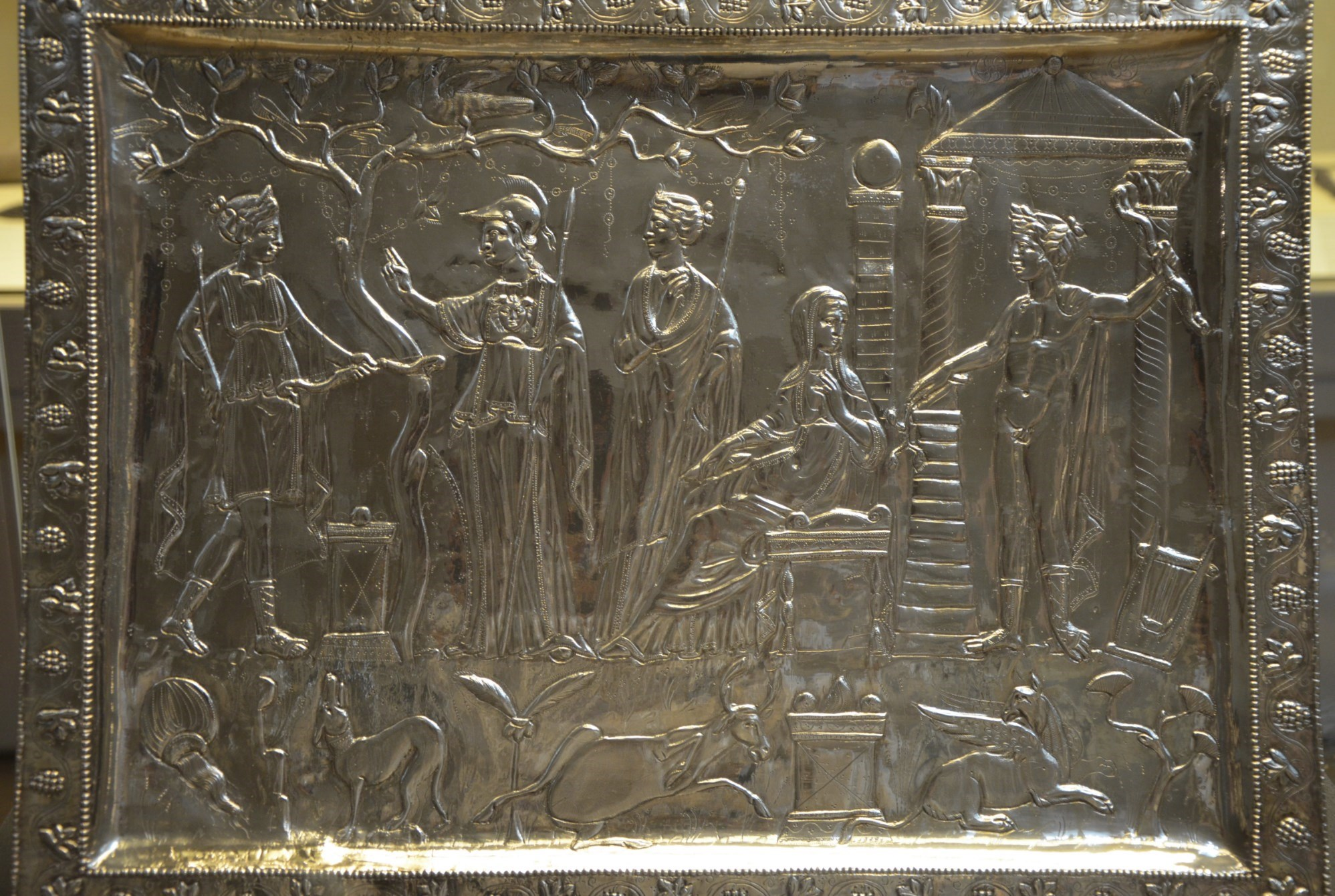
Silbertablett, das den Gott Apollo darstellt (4. Jahrhundert), die so genannte Corbridge Lanx. Gefunden am Tyneufer, wahrscheinlich Teil eines Hortfundes (British Museum)

Mit rund 34.000 Artefakten ist die archäologische Sammlung im Corbridge Museum die mit Abstand größte von römischen Alltagsgegenständen aus der Wallzone. Das zwischen 1906 und 1914 sowie 1934 und 1973 ausgegrabene Material stammte z. T. auch von weit entfernten Provinzen des Reiches und bot Einblicke in viele Aktivitäten und Aspekte des römischen Lebens in Corbridge. Sie enthält zahlreiche Skulpturen, Inschriften, Keramik, militärische Ausrüstung, römische Werkzeuge, Glasgefäße, Tierknochen (wild und domestiziert) und einen 1911 entdeckten Bronzekrug, gefüllt mit 160 Goldmünzen aus der Zeit zwischen 64 und 160. Die Inschriften sind Gottheiten aus dem gesamten Römischen Reich gewidmet. Beweise für den Wohlstand des römischen Corbridge liefern auch dort aufgefundene persönliche Gegenstände, wie zum Beispiel Haarnadeln und kunstvoll ausgeführte Webkämme. Andere Funde deuten auf eine umfangreiche Keramik- und Metallverarbeitung hin.

### Corbridge Hort

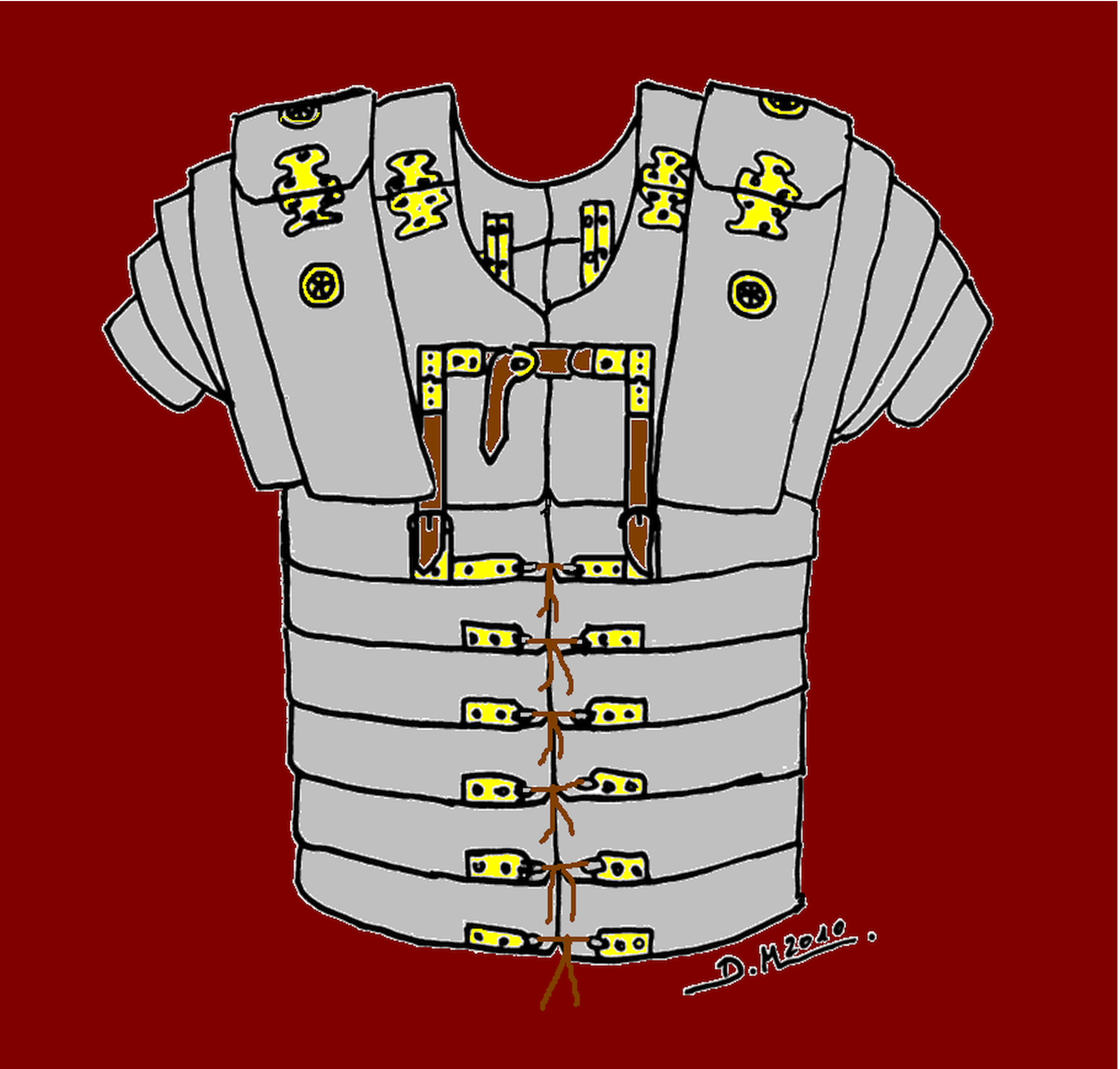
Rekonstruktionszeichnung einer Lorica Segmentata, Corbridge Typ A

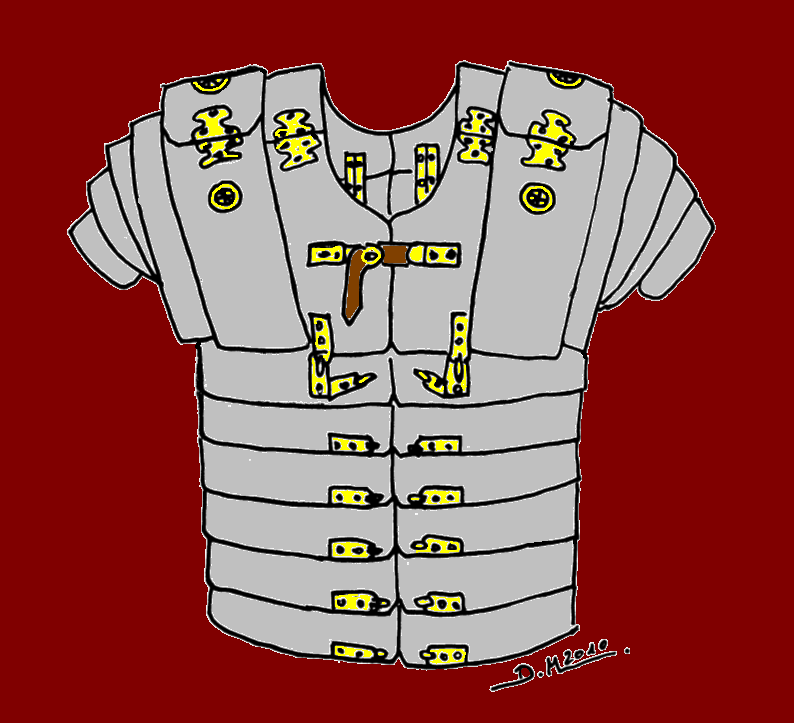
Rekonstruktionszeichnung einer Lorica Segmentata, Corbridge Typ B

Dieser – bei seiner Auffindung im Jahre 1964 im Macellum unter dem Boden eines Holzgebäudes aus flavischer Zeit durch Archäologen der Durham/Newcastle University noch sehr gut erhaltene – Depotfund bestand aus dem Inventar einer Tischlerwerkstatt und der Ausrüstung römischer Soldaten. Darunter Schienen von Segmentpanzern (sog. Lorica segmentata), ein kleiner hölzerner Krug, Wachsschreibtafeln, Spielbretter und – einzigartig für das römische Britannien – die Reste von Papyrusrollen. Man fand darin auch die Überreste von Federn, möglicherweise von einer Kissenfüllung oder Helmbüschen. Die Sand- und Kiesablagerungen, wie sie in der Flussterrasse von Corbridge enthalten sind, sind normalerweise nicht förderlich für die Konservierung von eisenhaltigem Material. In diesem Fall ermöglichten sie jedoch eine Fossilisation der Kiste und deren Inhalt. Das heißt, es kam im Laufe der Zeit zu einer Mineralisierung, bei der die Strukturen der organischen Bestandteile durch aus den korrodierenden Metallen ausgeschwemmte Mineralien ersetzt wurden. Die Stratigraphie des Funds ergab, dass die Truhe gegen Ende der zweiten oder dritten Besatzungsphase (122–138 n. Chr.) in die Erde gekommen war und somit wohl in hadrianische Zeit gehört. Man vermutet, dass die darin enthaltenen Ausrüstungsgegenstände, insbesondere die Waffen, für eine Reparatur und anschließende Wiederverwendung vorgesehen waren. Als das Kastell vorübergehend aufgegeben wurde, war es wohl einfacher sie zu vergraben, um zu verhindern, dass sie in falsche Hände gerieten. Diese Praxis wurde an vielen Limesstandorten beobachtet.

#### Truhe
Eine Materialanalyse zeigte, dass die Truhe aus Erlenholz gezimmert worden war, eine Baumart, die normalerweise gut in Feuchtgebieten gedeiht und vorzugsweise an Flussufern anzutreffen war. Sie war 0,88 Meter lang und 0,58 Meter breit und etwa 0,41 Meter hoch. Die Truhe verfügte über einen aufklappbaren, verschließbaren Deckel und war an den Ecken mit Eisenbändern verstärkt. In die Bretter der Truhe war an deren Ecken sorgfältig eine Verzahnung eingesägt worden, die ihr eine besondere Stabilität und Haltbarkeit verlieh. Sie war dann noch zusätzlich zum Schutz vor Feuchtigkeit mit einer Lederhülle überzogen worden.

#### Segmentpanzer
In der Truhe waren – einst in Tücher eingeschlagen – sechs obere und sechs untere halbe Einheiten sogenannter „Lorica-Segmentata-Rüstungen“ deponiert, die, obwohl nicht zur Gänze übereinstimmend, für drei vollständige oder teilweise zur Ergänzung von zwölf anderen Rüstungsgarnituren verwendet worden waren. Die Segmente wurden gründlich untersucht und interpretiert. Sie ermöglichten Charles Daniels und Henry Russell Robinson nachzuvollziehen, wie diese Panzer konstruiert waren. Es handelte sich um die Bestandteile der Schulterpartien, von Brust- und oberen Rückenpartien und Gürtelschienen, die von zwei unterschiedlich konstruierten Garnituren stammten (Typ Corbridge A und B). Sie dürften bis in die 1. Hälfte des 2. Jahrhunderts in Verwendung gewesen sein. Die Schienen waren aus Eisenblech, die Verschlüsse hingegen aus Buntmetall. Insgesamt wurden 40 Stück geborgen. Die der Kragen- und Schulterpartien umfassten 24 Schienen, die Gürtelpartie 16 Stück. In Zusammenarbeit mit Robinson, einem ausgebildeten Waffenschmied (Tower of London Armouries), wurde später eine detailgetreue Rekonstruktion der Typ A Rüstung hergestellt. Jeder heutige Nachbau einer Lorica Segmentata (diese Bezeichnung stammt von Antiquaren aus dem 16. Jahrhundert) fußt auf deren Erkenntnissen.
Die Schienen von Typ A wurden noch durch aufwendige Verschnürungen zusammengehalten, an der Innenseite und an der Brustpartie mit Lederriemen, die übrigen – vorne und hinten – mit Lederschnüren. Die Verschlüsse und Ösen bestanden aus dünnem Messing. Die Kontaktpunkte mit der Eisenplatte waren sehr korrosionsanfällig. Die acht Gürtelschienen waren mittels Lederriemen und Schnallen an den oberen Partien befestigt. Die Brust- und oberen Rückenschienen wurden ebenfalls durch Riemen und Schnallen, die an Brust- und Schulter hingegen durch Scharniere zusammengehalten. Auf den schmäleren Schienen für die obere Rückenpartie, Schultern und Hüften waren zur Befestigung ebenfalls Lederriemen aufgenietet worden. Diese Panzer waren deshalb relativ zeitaufwendig anzulegen und erforderten einen zweiten Mann, der die hinteren Riemenschnallen und Schnüre verknotete. Eine weitere große Schwäche dieser Versionen bestand darin, dass die Scharniere und Schnallen durch Hiebeinwirkung leicht brechen konnten und damit einer ständigen Wartung und Reparatur bedurften. Darüber hinaus waren die Lederriemen gegenüber Feuchtigkeit sehr empfindlich. Einige der Rüstungsteile dürften mehrmals repariert worden sein. Ein gebrochenes Scharnier wurde zum Beispiel einfach zusammengenietet.
Nach Robinson verfügte Typ B über eine etwas größere Brustplatte und nur sieben anstatt acht Gürtelschienen. Bei diesem Exemplar wurden auch die Riemen und Schnüre der Gürtelschienen durch leichter und vor allem schneller verschließbare Haken und Ösen ersetzt. Die größere Breite der Brustplatte (7,7 cm Typ A, 9,4 cm Typ B) ermöglichte einen besseren Schutz des Brustkorbs, obwohl sie sich nicht zufriedenstellend an der Halspartie befestigen ließ. Erst beim Newstead-Typ wurden die Schnallen, Scharniere und Schnüre fast komplett weggelassen.

#### Waffen
Die Truhe enthielt mehrere Bündel von Speerspitzen, die mit einer Schnur zusammengebunden worden waren. In ihnen steckten teilweise noch die Fragmente ihrer Holzschäfte. Vermutlich waren sie im Kampf abgebrochen und sollten mit neuen Schäften ausgestattet werden. In weiterer Folge fanden sich auch noch einige Bolzen einer Balliste und Fragmente einer Schwertscheide.

#### Werkzeuge
An Werkzeugen konnten eine Säge, ein Flaschenzug, eine Spitzhacke, das Fragment eines Schaufelblatts (Interpretation unsicher), eine Lampenhalterung, ein Meißel, eine Brechstange, eine Schere und ein Messer geborgen werden, zusammen mit einer großen Anzahl von Nägeln und anderem Tischlereizubehör. Vermutlich stammen sie alle aus einer Werkstatt.

## Entwicklung
Corbridge entwickelte sich zu einem der beiden wichtigsten Versorgungs- und Handelszentren an der Nordgrenze Britanniens. Wie Arbeia, Luguvalium und Portus Trucculensis lag es zwar in der Nähe des Hadrianswall, war aber nicht Teil seiner Festungskette.

### Vorrömische Zeit
Die Region um Corbridge dürfte schon seit der späten Bronze- oder frühen Eisenzeit besiedelt gewesen sein. Die Archäologen fanden dort unter anderem Spuren einer für diese Zeitperiode typischen, kreisrunden Palisadenbefestigung mit einem Westtor. Eine Textstelle in der Geographica des Claudius Ptolemäus (frühes 2. Jahrhundert) berichtet, dass die „Otalini/Otadini“, in Alauna, Bremenium und Coria ansässig gewesen sein sollen. Diese konnten an der Westküste von Cumbria, Learchild bzw. High Rochester und Corbridge lokalisiert werden. Bei diesem Stamm handelte es sich wohl in Wahrheit um die Votadini, deren Territorium den Nordosten Englands, in der heutigen Grafschaft Northumberland und die Grenzregion zu Schottland umfasste. Der Ort diente möglicherweise auch als örtliches Stammeszentrum, eine römische Altarinschrift erwähnt das Volk der Corionototae. Dieser Stamm siedelte dann wohl in der unmittelbaren Umgebung des Kastells. Ihr Name könnte die gleichen Wurzeln wie der römische Name von Corbridge haben.

### 1. Jahrhundert n. Chr.
Die früheste römische Befestigung wurde wahrscheinlich im Zuge des zweiten Feldzuges des Gnaeus Iulius Agricola errichtet. Er gründete zwischen 79 und 80 n. Chr. dort ein Kastell, das vermutlich zur Versorgung und Sammlung seiner Truppen diente, bevor er mit ihnen bis an den nördlichsten Rand der britischen Insel vordrang. Die Grabungsstätte wurde eindeutig als Festung oder Waffenplatz klassifiziert, die Legionärs- und Hilfstruppen beherbergte und einen Brückenkopf am Tyne sicherte. Es wird angenommen, dass es sich dabei um die östliche Hauptbasis von Agricolas Expeditionsarmee handelte. Um das Jahr 90 wurde die Versorgungsbasis aufgelassen und südlich des Auxiliarkastell begann sich ein kleines Lagerdorf herauszubilden.

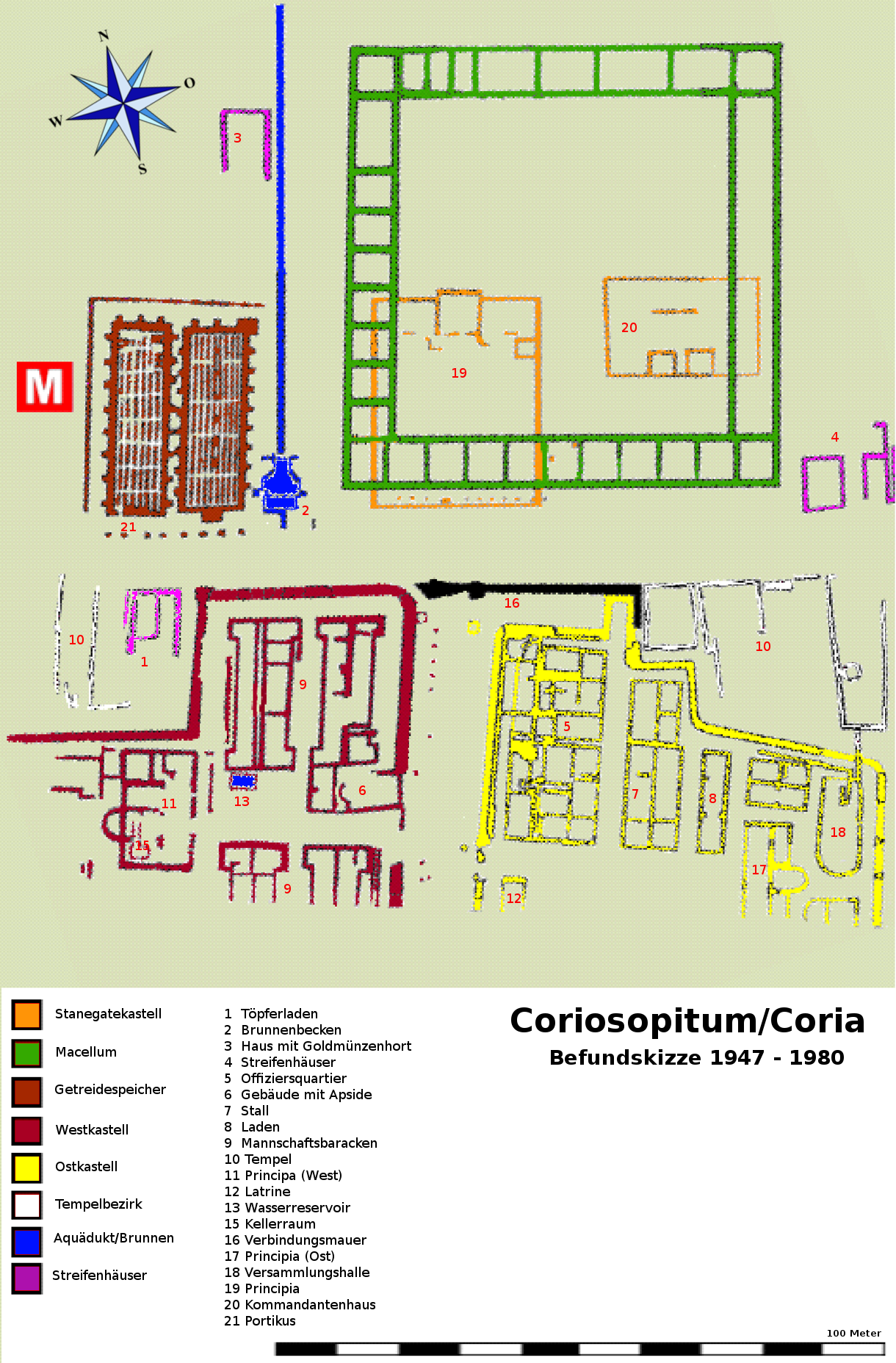
Befundskizze der römischen Ausgrabungen

### 2. Jahrhundert n. Chr.
Das Lager wurde zu Beginn des 2. Jahrhunderts niedergebrannt. Danach wurde an gleicher Stelle ein neues Kastell errichtet, das die neue Grenzlinie („Stanegate“) sichern sollte. Es wurde um 122 für die Unterbringung von annähernd 1000 Mann erweitert, um die Garnisonen und Bautrupps am Hadrianswall zu unterstützen, mit dessen Bau im selben Jahr begonnen wurde. Es gibt Hinweise darauf, dass in Coria – während der Herrschaftsperiode des Hadrian – eine Besatzungstruppe aus Legionären stand, die in der Entstehungsphase des Walls vor allem die strategisch wichtige Tynebrücke bewachen sollte. Zwischen 125 und 140 stand das Kastell vermutlich leer. Die Zivilsiedlung stieg im Laufe der Zeit aber zu einem regional bedeutenden Handels- und Logistikzentrum auf und blieb es bis zum Ende des römischen Britannien. Als die Römer 140 wiederum in Schottland einfielen, wurde eine aus Kavallerie und Infanterie bestehende Truppe als Garnison nach Corbridge verlegt. Während der Amtszeit des Statthalters Quintus Lollius Urbicus war die Legio II Augusta dort offenbar auch mit größeren Bauprojekten betraut worden. Als Urbicus in einem Feldzug die nördliche Region unterwerfen wollte, scheint dieser in Corbridge seinen Ausgangspunkt gehabt haben. Corbridge war besonders in den Jahren zwischen 139 und 140 Schauplatz umfangreicher Aktivitäten, die Zeit, als der Hadrianswall vorübergehend aufgegeben und die Reichsgrenze unter Kaiser Antoninus Pius (138–161) an den Antoninuswall vorverlegt wurde. Einige vor Ort aufgefundene Inschriften bezeugen, dass zu dieser Zeit mehrere Gebäude, darunter wahrscheinlich auch die beiden Lagerhäuser, errichtet wurden. Die Spuren dieser Vorgängerbauten wurden unter den heute noch sichtbaren Überresten der großen Getreidespeicher beobachtet. Diese Baumaßnahmen hängen wohl mit der Hauptfunktion des Ortes als Versorgungszentrum und strategisch wichtiger Stützpunkt an der Dere Street zusammen. Sie wird durch eine Inschrift bezeugt, in der der Statthalter Sextus Calpurnius Agricola erwähnt wird, der um das Jahr 162 sein Amt antrat. Dies alles wohl im Zuge der Wiederbesetzung des Hadrianswalls und einiger der alten Stanegatelager nach dem Abzug der Grenzarmee vom Antoninuswall. Um 163 wurde das Stanegatekastell durch zwei Kleinkastelle ersetzt, in denen jeweils eine Vexillation Legionäre stationiert wurde.

### 3. Jahrhundert n. Chr.
Im frühen 3. Jahrhundert stabilisierte Kaiser Septimius Severus auch die Nordgrenze gegen die Pikten, und Corbridge wurde erneut zum Legionsstützpunkt. Inschriften beweisen, dass diese Abteilungen von den in Britannien stationierten Legionen abkommandiert wurden. Erst unter seiner Regentschaft (193–211) begannen die heute noch auf dem Gelände sichtbaren Gebäude ihre endgültige Gestalt anzunehmen. Der Standort war nun eine der zwei Hauptversorgungsbasen für den Feldzug von 208. Spätestens ab dieser Zeit hatte sich um die Kastelle und Versorgungsdepots eine ausgedehnte Zivilstadt entwickelt. Vermutlich war sie auch das Verwaltungszentrum einer weitgehend autonomen Civitas (wie Luguvalium im Westsektor des Walls). Die letzte datierbare Inschrift aus Corbridge (die Bauinschrift eines der Lagerhäuser) erwähnt den Statthalter Lucius Alfenus Senecio. Er verwaltete Britannien von 205 bis 208 und war der letzte dieser Amtsträger, der ganz Britannien vorstand, bevor es von Severus in zwei Provinzen geteilt wurde. Coria wurde damals – laut Inschriften – auch von Kaufleuten aus weit entfernten Provinzen des östlichen Mittelmeerraums und Kleinasien aufgesucht. Besonders die beiden großen Getreidespeicher unterstreichen Corbridges Rolle als regionales Marktzentrum und eine der Versorgungsbasen für die Festungen des Hadrianswalls.

### 4. bis 5. Jahrhundert n. Chr.
Im unruhigen 4. Jahrhundert war Coria wahrscheinlich mit einer Mauer umwehrt. Es waren wohl auch noch Soldaten der regulären Armee dort stationiert, aber Name und Ordnungsnummer der spätantiken Garnison ist unbekannt geblieben. In der Notitia dignitatum (Truppenliste des Dux Britanniarum) wird Coria nicht mehr erwähnt. Letzte größere, wohl noch von der spätantiken Militärverwaltung angeordnete Reparaturarbeiten wurden um 370 an der Hauptstraße vorgenommen. Die römische Herrschaft in Nordbritannien endete spätestens im Jahre 410. Die Stadt scheint bald danach von den meisten romano-britischen Bewohnern verlassen worden zu sein. Einige von ihnen hielten sich aber vielleicht noch bis ins späte 5. Jahrhundert dort auf.

### Poströmische Zeit
Ab dem 7. Jahrhundert entwickelte sich in Corbridge eine angelsächsische Siedlung, die sich unweit östlich der Ruinen der römischen Stadt ausbreitete. Zu dieser Zeit war die römische Brücke nicht mehr passierbar, ihre Ruine dominierte aber wohl noch die Landschaft. Besonders ab den 670er Jahren waren die Ruinen von Coria massiven Zerstörungen ausgesetzt. Mit dem dabei gewonnenen Steinmaterial wurde u. a. die Kirche St. Wilfrid im 4,8 km entfernten Hexham erbaut. Der Steinraub dauerte wohl über mehrere Jahrhunderte an, denn am Ende waren Stadt und Brücke fast vollkommen verschwunden. Auch in der frühmittelalterlichen (angelsächsischen) Bausubstanz von St. Andrew in Corbridge konnten große Mengen römischer Steine nachgewiesen werden. König Johann (1199–1216) ließ zu Beginn des 13. Jahrhunderts die römischen Ruinen nach Schätzen durchwühlen. Die Arbeiter fanden dabei aber nur Steine sowie „Messing, Eisen und Blei“, ein Hinweis auf die spezielle römische Bautechnik, die am Brunnen oder der Brücke beobachtet werden konnte: Die Steinblöcke waren dort anstatt durch Mörtel mit Metallklammern verbunden worden.

## Kastelle

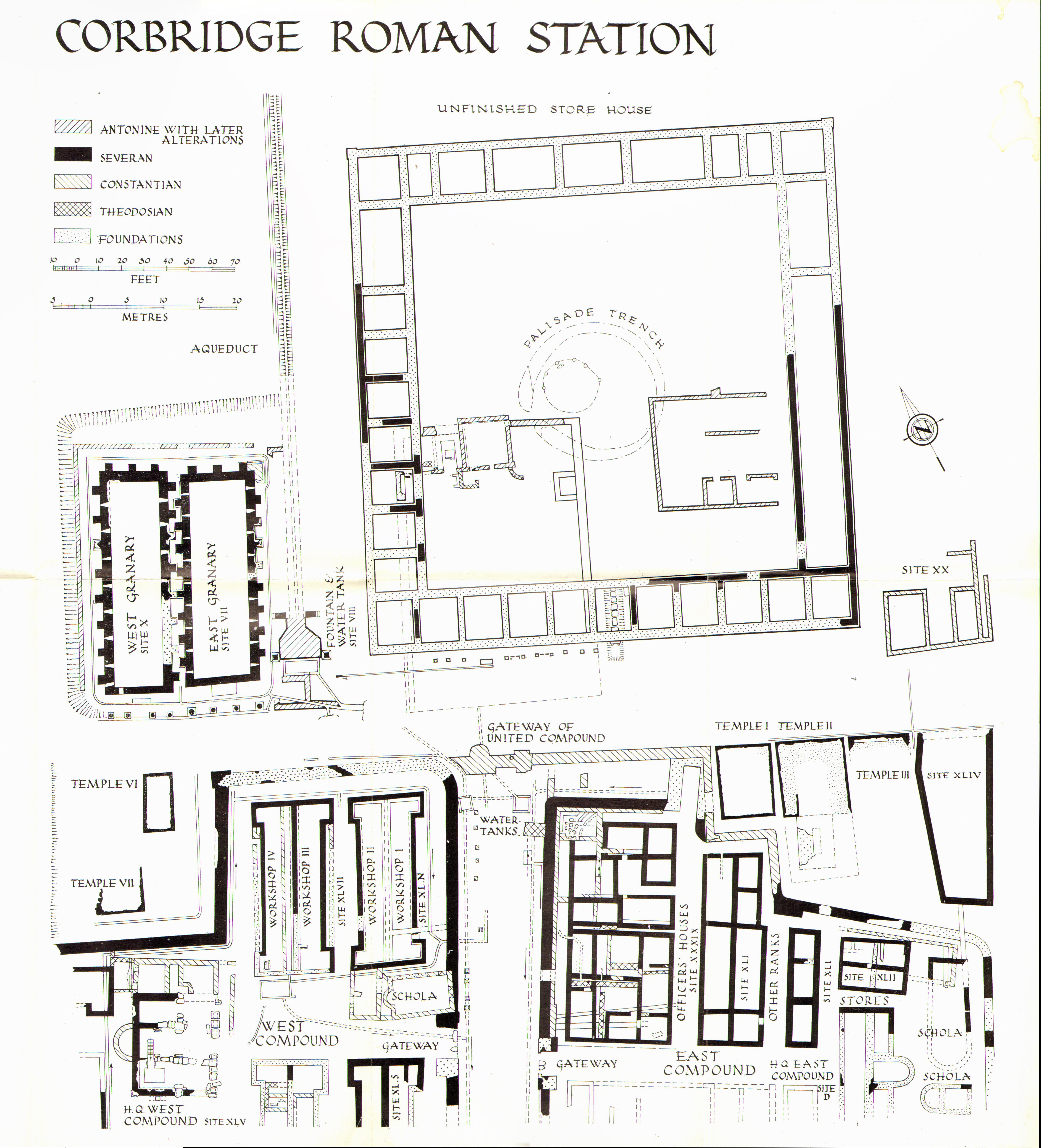
Befundplan nach Eric Birley, 1954

Die Kastelle des 1. und 2. Jahrhunderts liegen weitgehend unter den Überresten des späteren Legionsstützpunkts und der Zivilstadt. Die meisten der Hilfstruppenlager am Hadrianswall sind nach Norden orientiert, mit Ausnahme von Housesteads, das wegen des steilen Geländegrates nach Osten ausgerichtet werden musste. Die Hauptachsen der Lager von Corbridge zeigten hingegen nach Süden. Diese Besonderheit konnte auch in der zweiten befestigten Stadt der Wallzone, in Carlisle, beobachtet werden. Die Ausgrabungen nach dem Krieg konzentrierten sich auf das Macellum, um zu versuchen, die Abfolge von mutmaßlich vier Kastellphasen zu rekonstruieren.
- Phase I (ca. 86–105)
- Phase II (ca. 105–122)
- Phase III (ca. 122–139)
- Phase IV (ca. 139–163)

### Red House Kastell

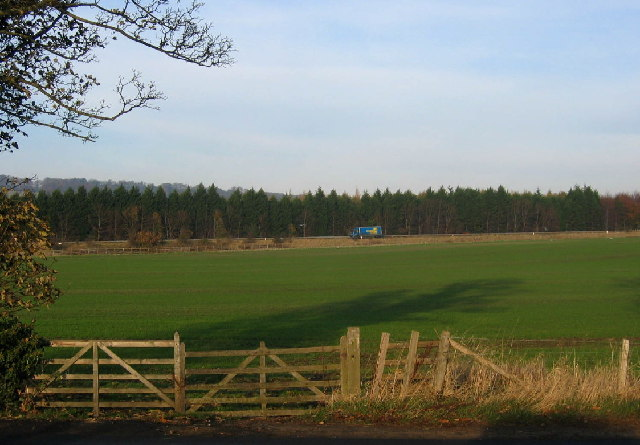
Standort des Red House Kastells

Die erste römische Befestigung stand etwa einen Kilometer westlich von Corbridge, auf den Weidegründen der Red House Farm. Von diesem Kastell ist heute nichts mehr zu sehen, seine wenigen, bei Notgrabungen freigelegten Reste wurden nach ihrer Untersuchung wieder zugeschüttet und werden nun von einer Fernstraße (A69) überlagert. Die Holz-Erde-Konstruktion wurde zwischen 70 und 84 n. Chr. gegründet und bald danach, nach einigen baulichen Änderungen, offenbar um 105 durch ein Feuer zerstört und aufgegeben, vielleicht auch wegen ihrer ständigen Gefährdung durch Hochwasser. Es gibt Hinweise darauf, dass die Verteidigungsanlagen und die Innengebäude abgerissen und das Gelände danach nur noch landwirtschaftlich genutzt wurde.
Über sein Aussehen ist nur wenig bekannt. Vermutlich hatte es einen rechteckigen Grundriss mit abgerundeten Ecken (Spielkartenform), typisch für die Kastelle dieser Zeitperiode. Schätzungen zufolge bedeckte es eine Fläche von etwa 2,8 Hektar. Die Archäologen stießen bei ihren Grabungen im Jahr 1980 südlich der Red House Farm u. a. auf die östlichen und westlichen Verteidigungsgräben und einen mutmaßlichen Zwischenturm. Der Wall wurde mehrmals umgebaut, bevor er teilweise planiert wurde (nach 160). Der östliche Graben war von seinem westlichen Gegenstück durch eine Lücke von etwa 257 Meter Länge getrennt. Die tatsächlichen Ausmaße des agricolanischen Lagers, insbesondere seine Ausdehnung nach Norden und Süden, sind ungewiss. Der nördliche Teil des Kastellgeländes ist teilweise von Farmgebäuden überbaut. Der südliche Teil wird durch Feldwege und Feldmauern eingenommen.
Von den Innenbauten wurden Pfostenlöcher von mehreren Holzgebäuden gefunden, darunter möglicherweise ein Brunnenschacht. Eines der Gebäude konnte zweifelsfrei als Kasernenblock identifiziert werden. Weiters dürften dort ein Dutzend einer Art offener Lagerschuppen gestanden haben (Abmessung ca. 17,5 × 7 Meter). Die Werkstatt und einige der östlich davon stehenden Lagerschuppen durchliefen mindestens zwei Bauphasen.

### Stanegatekastell
Eine Münze des Trajan, die unter dem Kastellwall entdeckt wurde, stammte aus den Jahren zwischen 103 und 105. Man nimmt an, dass das ca. 2,5 ha große Kastell in dieser Zeit gegründet worden ist. Damals zog Kaiser Trajan für seinen zweiten dakischen Feldzug Truppen aus Britannien ab. Es wurde direkt über den einplanierten acricolanischen Lagern errichtet und unter Hadrian für kurze Zeit wieder aufgegeben. Vermutlich geschah dies im Zuge der Fertigstellung und Bemannung des Hadrianswalls (122–125 n. Chr.). 139 wurde es erneut mit Hilfstruppen belegt, wahrscheinlich zur Unterstützung von Lollius Urbicus’ Feldzug in den Norden. Weitere Änderungen an der Innenbebauung erfolgten etwa um 155, wobei einige Holzgebäude durch Steinbauten ersetzt wurden. Eine Inschriftenfragment aus den Jahren 155–158, dokumentiert das Datum dieser Baumaßnahmen, die vermutlich notwendig waren, um das Lager für eine neue, wohl aus Schottland abgezogene Besatzung anzupassen. Um 160 waren alle Holzgebäude (aber nicht seine Wälle) durch Steinbauten ersetzt worden. 163 wurde es aber wieder aufgegeben. Die Fundamente des Lagerhauptquartiers und die des Kommandantenhauses (Praetorium) sind heute innerhalb des Macellums sichtbar.
Die Principia durchlief mehrere Bauphasen:
- Phase Ia, Flavisches Holzgebäude,
- Phase Ib, keine wesentlichen Veränderungen von la, Abriss des Gebäudes,
- Phase II, Aufstellung eines kleineren Holzgebäudes,
- Phase III, teilweiser Umbau des Phase-II-Gebäudes,
- Phase IVa, Umbau in Stein mit einigen kleinen Änderungen, möglicherweise wurden aber auch nur Steinfundamente angelegt,
- Phase IVb, aufgehendes Mauerwerk in schlechter Qualität, danach Aufgabe des Gebäudes, vermutlich wurde das Fahnenheiligtum während der Errichtung des Macellums als Materiallager verwendet.

Beim Praetorium konnte ebenfalls eine Anzahl von Bauphasen unterschieden werden:
- Phase Ia, Holzgebäude und Kornspeicher,
- Phase Ib, das Holzgebäude wird teilweise umgebaut; Aufstellung eines Neubaus südlich von beiden, dann absichtlicher Abriss der alten Strukturen,
- Phase II, kleineres Lagergebäude mit einem ähnlichen Gebäude südlich davon,
- Phase III, Bau von zwei hölzernen Kornspeichern im Norden, Gebäude von unbekannter Nutzung im Süden,
- Phase IVa, Holzpraetorium mit Südflügel,
- Phase IVa/b, Aufzug von fünf Nord-Süd Steinmauern, vermutlich die Substrukturen eines Getreidespeichers; später ersetzt durch vier kürzere Ost-West Mauern,
- Phase IVb, Abwasserkanal wird mit Schutt aufgefüllt; Umbau in Stein.

Nach Aufgabe des Stanegatekastells wird das Praetorium abgerissen und sein Areal planiert.

#### Badehaus
Die Grabungen der 1950er Jahre enthüllten die Überreste des etwa 49 × 43 Meter großen Lagerbades (Ballineum). Die Mauern waren bei ihrer Freilegung teilweise noch bis zu einer Höhe von 1,33 Meter erhalten. Die Anordnung der Räume ermöglichte eine Identifizierung als Gebäude des – im Reich weitverbreiteten – Reihentypus. Auffällig war die bei diesen Gebäude unübliche Lage des Peristyls. Die dort sichergestellten Funde deuten darauf hin, dass es um 80 erbaut, aber noch vor 98 – anscheinend planmäßig – abgetragen wurde. Um seine Überreste für zukünftige Forschungen zu erhalten, wurden sie nach den Ausgrabungen wieder zugeschüttet. Laut einem Bericht des Daily Telegraph vom 30. März 1972 wurden sie aber – trotz einer Preservation Order des Department of Environments – auf Veranlassung des Gutsbesitzers von Beaufront Castle (Hexham) zerstört.

### Legionsquartiere
Diese sich im Zentrum der Zivilstadt befindlichen Militärbauten (Ost- und Westkomplex) umfassten Kasernen, Tempel und ein Lagerhauptquartier mit Kellerraum. Die von einer Steinmauer umgebenen Gebäudegruppen beherbergten offenbar die dort stationierten Legionsvexillationen, wie Inschriften der Legio II Augusta, gefunden in der Principia des Westkastells, annehmen lassen. Sie dürften auch von Angehörigen der II. und VI. Legion erbaut worden sein. Die beiden Komplexe wurden über den Überresten einer planierten Brandschicht errichtet und sind daher späteren Datums als das Macellum. Sie stammen möglicherweise aus dem späten 2. oder frühen 3. Jahrhundert. Ihre Grundrisse waren unregelmäßig, die Mauern und Tore eher dekorativer Natur, was darauf hindeutet, dass ihre Hauptfunktion darin bestand, die Soldatenunterkünfte räumlich von der Zivilstadt zu trennen. Ihre östliche bzw. westliche Umwehrung orientierte sich an den Grenzen des Tempelbezirks. Das heutige Museumsgebäude steht direkt über der westlichen Kastellumwehrung. Die Fundamente der östlichen Kastellmauer sind noch leicht zu verfolgen. In ihrer Frühphase waren beide Militärkomplexe noch von separaten Mauern umgeben und ihre Tore lagen gegenüber einer Straße, die vom Stanegate abzweigend Richtung Süden führte. Ein großer Teil der Umwehrung wurde später abgerissen und die beiden Komplexe zu einem einzigen verschmolzen. Die Principia des Westkastells wurde als gemeinsames Hauptquartier eingerichtet, das Haupttor des Komplexes befand sich nun im Süden. Wahrscheinlich geschah dies im späten 3. oder frühen 4. Jahrhundert.

#### Ostkastell

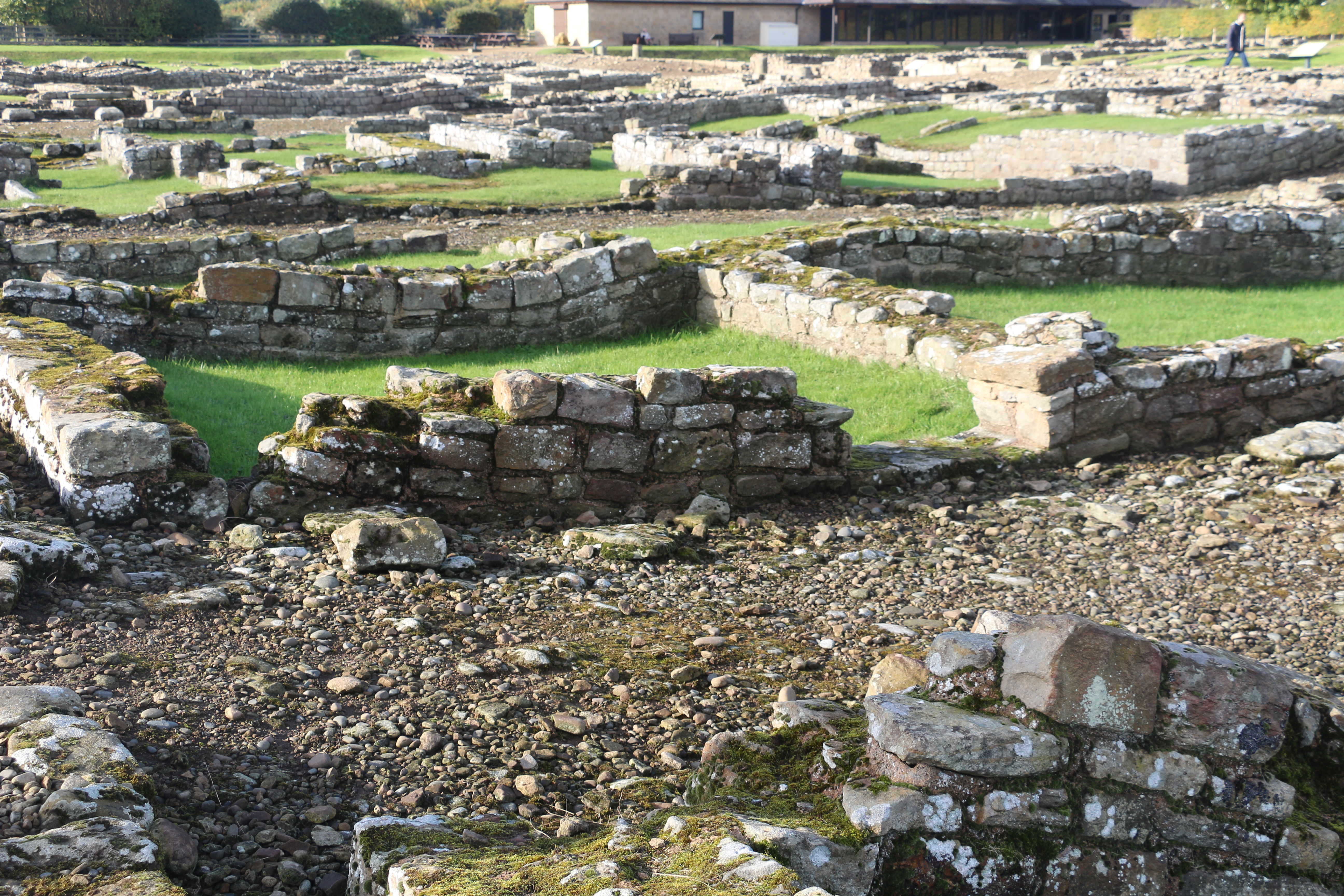
Mauerreste des östlichen Militärkomplex

Die heute noch sichtbaren Überreste des Ostkastells gehören zur Umwehrung, der Principia, der Apsis des Fahnenheiligtums (Aedes) und den Offiziersquartieren. Ein kleines rechteckiges Gebäude konnte als Latrine (Latrina) identifiziert werden. Auf beiden Seiten des Fahnenheiligtums befand sich eine Reihe von kleineren Räumen, wohl die Schreibstuben der Lagerverwaltung (Officia). Westlich davon stand eine Querhalle (Basilica). Allerdings hatte das Lagerhauptquartier keinen Innenhof, ein architektonisches Merkmal, das besonders von im östlichen Teil des Reiches errichteten Principias bekannt ist. Es könnte mit der Teilnahme von romano-britischen Truppen an Feldzügen im Osten während des 2. Jahrhunderts zusammenhängen. Eine weitere apsidale Mauerstruktur unbekannter Funktion befindet sich in der südöstlichen Ecke des Kastells. Von der Principia ausgehend führte eine Straße zum Osttor, die Hauptstraße (Via Prätoria) des Lagers. Der Mauerzug westlich des Lagerhauptquartiers gehörte zu einem größeren rechteckigen Gebäude, das von den Ausgräbern als Werkstatt (Fabrica) identifiziert wurde. Ein anderes Gebäude dürfte als eine Art Krämerladen oder Schenke (Tabernae) gedient haben. Eine noch etwas größere Gebäudestruktur könnte ursprünglich zu zwei separaten Offiziersunterkünften gehört haben, die wohl den Tribunenhäusern in den Legionslagern sehr ähnlich, aber von der Fläche her viel kleiner waren. In einem dieser Gebäude stand ein Töpferofen, der aber vermutlich aus in einer viel späteren Bauphase stammte. Am westlichen Ende des Kastells sind noch die Überreste des Westtores zu sehen.

#### Westkastell

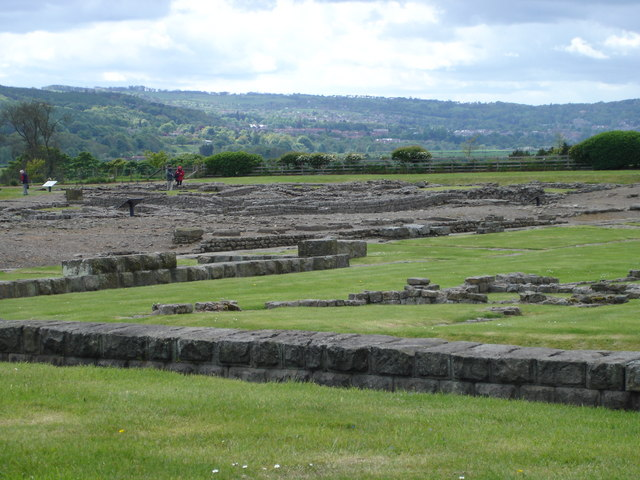
Blick vom Macellum auf den westlichen Militärkomplex

Das Eingangstor des westlichen Komplex liegt parallel zu seinem Gegenstück im Ostkastell. Unmittelbar nördlich davon stand ein Apsisgebäude. Seine Funktion ist unbekannt. Vielleicht ein Versammlungsbereich (schola) für Offiziere und Chargen. Die Apsis stand an seinem westlichen Ende, der Eingang lag im Osten. Davor befand sich straßenseitig ein kleiner aus vier Säulen bestehender Portikus. Seit der Entdeckung eines Dolichenums in Vindolanda weiß man allerdings, dass innerhalb von Kastellen auch Tempel errichtet wurden, vielleicht war das Gebäude solch ein Heiligtum. Bei den Ausgrabungen von 1912 wurde eine Reihe von Kanälen unter seinem Boden beobachtet. Am Haupttor wurden vor dem Ersten Weltkrieg Mauerstrukturen der Innenbebauung ausgegraben. Diese Gebäude dürften ursprünglich als Mannschaftskasernen und Pferdeställe gedient haben. Sie waren von Norden nach Süden ausgerichtet, hatten an beiden Enden Kopfbauten (Zenturionenquartiere?) und paarweise Rücken an Rücken angeordnet. Richmond und Birley bezeichneten sie als Werkstätten I bis IV (Nummerierung erfolgt von Osten), da man in ihrem Inneren eine große Menge Metallfragmente fand, darunter zahlreiche Pfeil und Pilumspitzen. Vermutlich wurden sie in einer späteren Zeitperiode als Schmiedewerkstätten genutzt. Am südlichen Ende der westlichen Baracken stand ein aus Steinplatten errichtetes Wasserreservoir, in dem das vom Dach abfließende Regenwasser gesammelt wurde. Die Zwischenräume seiner Plattensegmente waren mit Blei abgedichtet worden. Wie sein östliches Pendant hatte auch die Principia keinen Innenhof, sondern ebenfalls nur eine Querhalle und über drei Schreibstuben im Nordflügel des Gebäudes. In der Apsis des Fahnenheiligtums führt eine steile Treppe mit schmalen Stufen in einen kleinen Kellerraum (Aerarium), in dem wohl die Truppenkasse aufbewahrt wurde. Wie bei der Principia in Chesters war er ursprünglich mit einem Steingewölbe abgedeckt. Die Wände an beiden Seiten des Eingangs bestehen aus zwei großen Steinplatten. Der Boden ist ebenfalls mit Steinplatten belegt. Bei den Ausgrabungen fand man dort eine zerborstene Inschrift, die der Disziplin der Kaiser (discipulina Augustorum) gewidmet war. Im Nordflügel der Principia wurde später offenbar auch ein kleines Bad eingebaut.

## Garnison

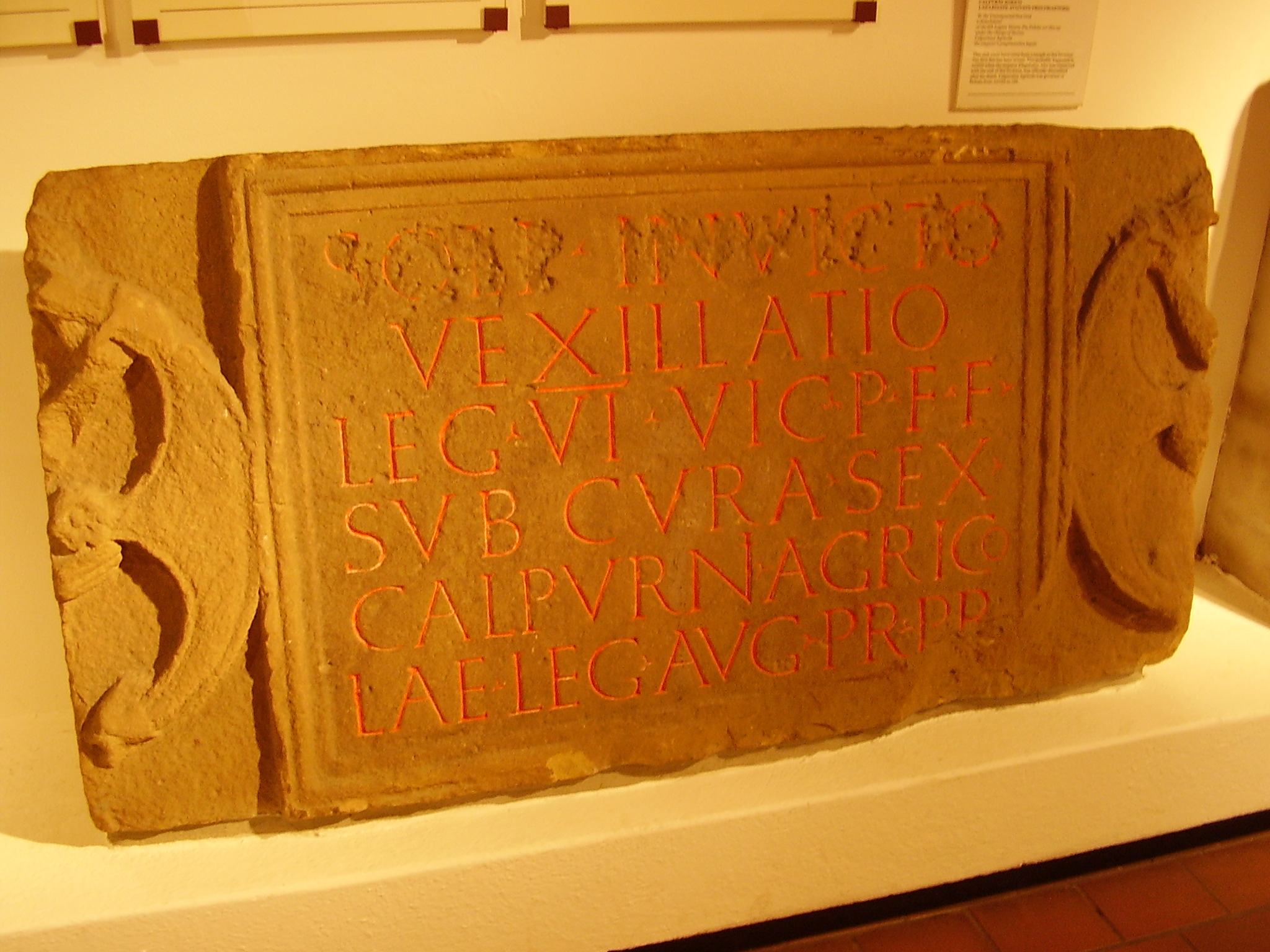
Inschrift der Legio VI mit Widmung an Sextus Calpurnius Agricola

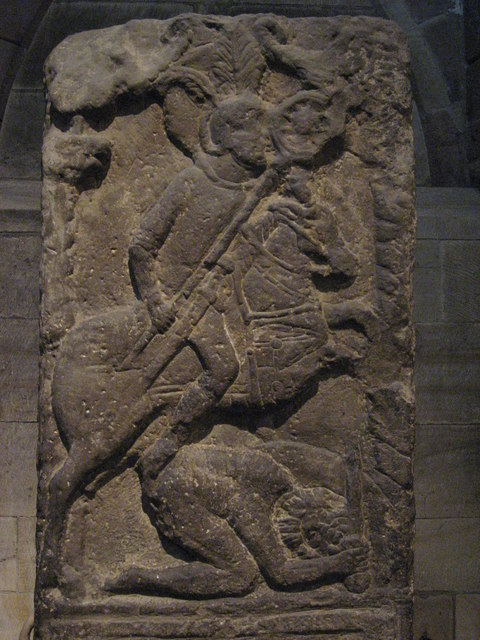
Grabstein des Standartenträgers Flavinus (Hexham Abbey)

Coriosopitum war vermutlich vom 1. bis zum späten 4. Jahrhundert mit regulären römischen Soldaten besetzt. Es beherbergte während seines Bestehens mehrere Vexillationen, die von den in Britannien dauerhaft stationierten römischen Legionen oder Auxiliareinheiten herausgezogen wurden. Laut den Vindolanda-Tafeln hielt sich dort zeitweise einige Zenturien der Cohors I Tungrorum aus Vindolanda auf. Die Legionäre sollten im Notfall die Garnisonen des Hadrianswalls, darunter insbesondere die Vorposten verstärken und unterstützen, die die Dere Street bis nach Newstead-on-Tweed (zumindest bis 180) sicherten. Einige von ihnen waren vermutlich auch in der Lagerverwaltung und Marktaufsicht eingesetzt. Die Anwesenheit dieser Einheiten ist aus Inschriften von Grabsteinen und Altären bekannt. Von einigen – mutmaßlich – dort stationierten Soldaten oder Veteranen sind nur die Namen oder Funktion bekannt. Wie zum Beispiel der des Vexillarius (Fahnenträger) [. .]rathes von Palmyra oder Quintus Calpurnius Concessinius, ein Alenpräfekt, der im Kampf Stammesangehörige der Corionototae getötet hatte.
Folgende Einheiten stellten entweder die Besatzung der Kastelle von Corbridge oder könnten sich für eine begrenzte Zeit dort aufgehalten haben:
| Zeitstellung                                                                | Truppenname | Beschreibung |
| --------------------------------------------------------------------------- | --- | --- |
| 2. Jahrhundert n. Chr.                                                      | Legio secunda Augusta („die zweite Legion des Augustus“)                                                                                         | Soldaten dieser Einheit, insbesondere ihre dritte und vierte Kohorte, wurden unter dem Statthalter Quintus Lollius Urbicus zwischen 138 und 144 n. Chr. in Coriosopitum stationiert. Die Legion wird auf 11, in der Umgebung von Corbridge geborgen, Inschriften erwähnt. Sie umfassen Bauinschriften (Slab- oder Centurial Stones), die jene Kohorten nennen, die zum Bau der Verteidigungsanlagen und diverser Gebäude eingesetzt waren, Inschriften, die wertvolle Datierungsinformationen lieferten, den klassischen Göttern gewidmete Altäre und der Grabstein eines ihrer – allerdings nicht namentlich genannten – Soldaten. |
| 2. bis 3. Jahrhundert n. Chr.                                               | Legio sextae Victrix Pia Fidelis („die sechste Legion, die Siegreiche, loyal und treu“)                                                          | Eine ihrer Vexillationen stand am Wechsel vom zweiten auf das dritte Jahrhundert in Corbridge. Sie wird dort auf einem Dutzend Inschriften erwähnt. Die Legionäre stifteten u. a. der Concordia einen Altar, der römischen Göttin des Friedens und der Eintracht. Möglicherweise kam es zwischen den Soldaten der VI. und XX. immer wieder zu Reibereien. Auf den Inschriften werden zwei einfache Soldaten - Lucius Valerius Justus und - Titus Tertinius, sowie einige ihrer befehlshabenden Offiziere namentlich angegeben. \| - Gaius Julius Apolinaris (Centurio) - Publius Ae[lius Lucul]lus (Centurio) \| - Lucius O[…] (Tribun) - Calpurnius (Tribun) \| - Quintus Terentius Firmus (Praefectus castrorum) \| Von den damals amtierenden Statthaltern werden die Legaten: - Gnaeus Julius Verus (um 158), - Sextus Calpurnius Agricola (163/4 bis 166) und - Virius Lupus (197 bis 200 oder 202) in den Inschriften erwähnt. |
| 2. Jahrhundert n. Chr.                                                      | Legio vicesimae Valeria Victrix („die zwanzigste valerische Legion, die Siegreiche“)                                                             | Die Soldaten der Sechsten wurden für eine kurze Zeit unter dem Statthalter Sextus Calpurnius Agricola durch ein Kontingent der Legio XX verstärkt. Sie wird auf insgesamt fünf Inschriften aus Corbridge erwähnt. Es scheint, dass eine Vexillation in der Stärke einer Kohorte dort während der zweiten Hälfte des zweiten Jahrhunderts für Bauarbeiten eingesetzt wurde. Der einzige Altarstein, der der Zwanzigsten zugeordnet werden konnte, war der Göttin der Eintracht, Concordia, gewidmet (siehe oben). |
| 2. Jahrhundert n. Chr. ?                                                    | Ala Gallorum Petriana („die gallische Schwadron des Petra“)                                                                                      | Das Red House Kastell war vermutlich von dieser 1000 Mann starken Kavallerieeinheit belegt. Zwei Grabsteine wurden in der Hexham Abbey und St. Andrews Kirche gefunden. Der eine war zwischen 80 und 98 n. Chr. für Flavinus, Standartenträger in der turma des Candidus, der andere für einen namentlich unbekannten Reiter gesetzt worden. |
| 2. Jahrhundert n. Chr.                                                      | Cohors Primae Vardullorum milliaria equitata civium Romanorum („die erste teilberittene Kohorte der Vardulli, 1000 Mann stark, römische Bürger“) | Die Kohorte ist nur von einem einzigen Weihestein aus Corbridge bezeugt. Sie wurde ursprünglich aus dem Stamm der Vardulli rekrutiert, die die Provinz Hispania Tarraconensis, insbesondere die heutige Region Guipuscoa in Nordspanien, besiedelten. Die Kohorte ist noch aus anderen Kastellen im Norden Britanniens bezeugt. Der Altar von Corbridge wurde von einem ihrer Tribunen, Publius Calpurnius Victor, der Disciplina des Imperators gestiftet. |
| 2. Jahrhundert n. Chr.                                                      | Cohors Primae Lingonum [equitata] („die erste teilberittene Kohorte der Lingonen“)                                                               | Die Einheit wurde aus Angehörigen des Stammes der Lingonen aufgestellt. Er siedelte in der Provinz Gallia Lugdunensis, im heutigen Burgund in Zentralfrankreich. Die Kohorte wird nur in einer einzelnen undatierten Inschrift aus Corbridge erwähnt, bei der allerdings die Angabe der Ordnungsnummer fehlt. |
| - Gaius Julius Apolinaris (Centurio) - Publius Ae[lius Lucul]lus (Centurio) | - Lucius O[…] (Tribun) - Calpurnius (Tribun) | - Quintus Terentius Firmus (Praefectus castrorum) |

## Zivilstadt
Der archäologische Park umfasst eine Fläche von 1,8 ha und gewährt einen Einblick auf den Kern der einstigen römischen Stadt, der sich um zwei Kleinkastelle für die Legionsbesatzung und dem Stanegate konzentrierte. Die römischen Gebäude wurde im Laufe der Jahrhunderte durch Steinraub und landwirtschaftliche Tätigkeit fast vollständig abgetragen. Die Position ihrer Fundamente sind in der Mehrzahl aus – vor dem Ersten Weltkrieg aufgenommenen – Luftaufnahmen und den im 20. Jahrhundert durchgeführten Ausgrabungen bekannt und erstrecken sich über etwa 15–20 Hektar. Im Jahr 1951 beschrieb Kenneth Sinclar St. Joseph die Reste der Zivilsiedlung folgendermaßen:

„In Corbridge wurden Spuren von Straßen und Gebäuden in einem weiten Bereich um die sichtbaren Ausgrabungen ausgemacht. Die Hauptstraße (Stanegate), die den beiden Militärkomplexen gegenüber liegt, verläuft in einem unregelmäßigen Verlauf nach Osten und Westen und war beidseitig von einer steinernen Entwässerungsrinne flankiert. Die Seitenstraßen verzweigen sich nach Norden und Süden“

.
Möglicherweise wurde Coriosopitum zu Beginn des dritten Jahrhunderts die Selbstverwaltung zugestanden. Ihr Areal erstreckte sich wohl über 25 ha. Ihre Bebauung wird von Streifenhäusern dominiert, die entlang der Straßenfronten mehr an die Militärkasernen erinnern als an die Gebäude in den südöstlichen Kleinstädten Britanniens. Ein sehr rudimentäres Straßengitter umgab das Militärgelände im Kern. Vermutlich war die Zivilsiedlung auch durch einen Wall und Gräben befestigt. Weitere Luftaufnahmen aus dem Jahr 2006 zeigten wiederum sehr deutlich die Straßen und Mauerstrukturen des Vicus in den Feldern westlich der Kastelle und in geringerem Maße auch nördlich und östlich davon. Auf den Aufnahmen waren zahlreiche Gruben sichtbar, aber es ist unsicher, ob sie ebenfalls aus römischer Zeit stammten. Die Gruben entstanden möglicherweise bei der Gewinnung von Baummaterial oder könnten auch zur Müllentsorgung gedient haben. Durch die ständige Anwesenheit von Legionären war sie wahrscheinlich mit einer wesentlich besseren Infrastruktur ausgestattet als die der meisten anderen Zivilsiedlungen am Hadrianswall. Bemerkenswert ist auch ihr welliges Terrain. Es entstand wohl durch das stetige Absinken des Bodens nach der römischen Besiedlungsphase. Vermutlich hatten sie die Römer einst über einem trockengelegten Moor errichtet. Das hat zur Folge, dass die Grundrisse der antiken Gebäude vom Boden aus nicht vollständig zu erkennen sind.
Die Hauptstraße, deren Reste aus dem 3. und 4. Jahrhundert stammen, trennt das Brunnenhaus und die Getreidespeicher an der Nordseite von den beiden Kleinkastellen im Süden. Zwischen den beiden Kleinkastellen befindet sich eine weitere Straße, die von Norden nach Süden verläuft. Sie stimmt mit der Linie der Via Praetoria des Stanegatekastells überein. Blickt man nach Norden kann man noch die Überreste seines Fahnenheiligtums sehen. Die Kreuzung zwischen dieser Straße und dem Stanegate lag genau im Zentrum des antiken Coria. Das Museumsgebäude und die Streifenhäuser am östlichen Ende der Stanegatestraße liegen direkt über den Wällen des trajanischen Kastells.

### Lagerhäuser

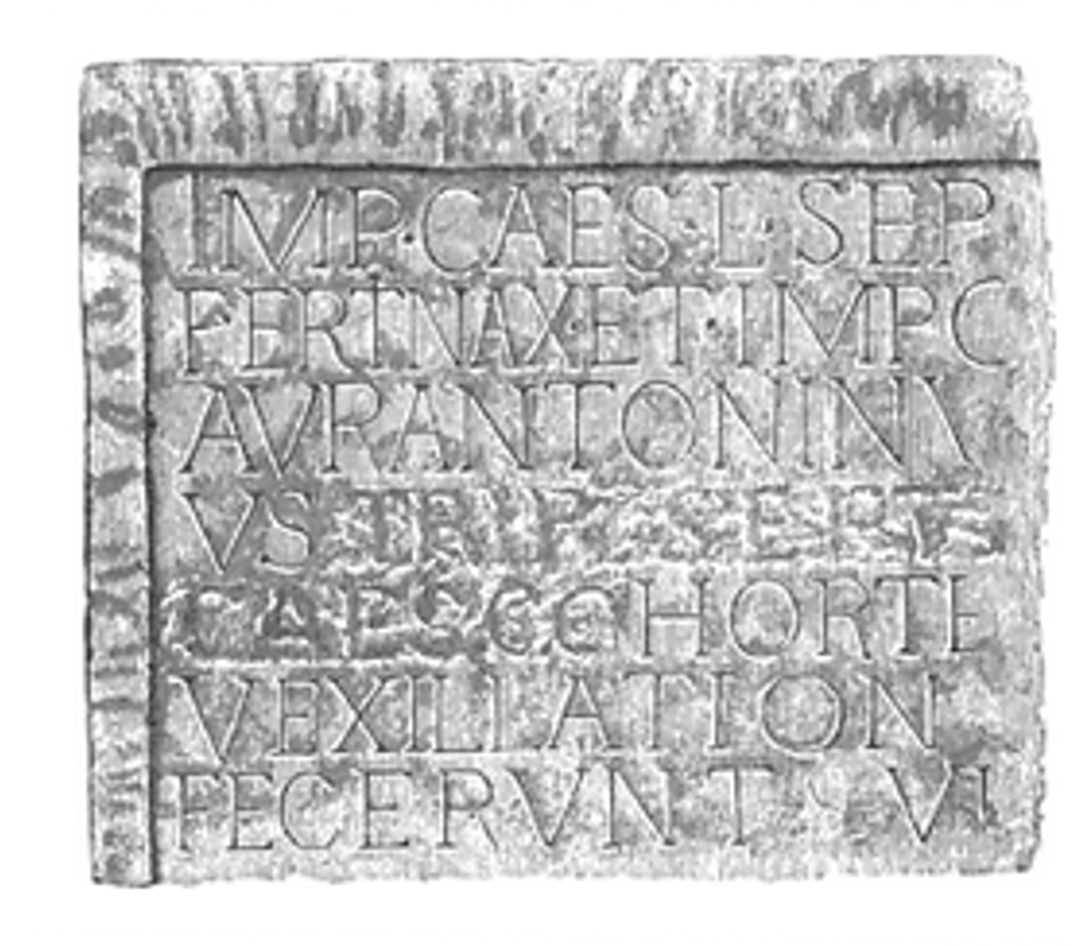
Bauinschrift aus der Hexham Abbey (frühes 3. Jahrhundert)

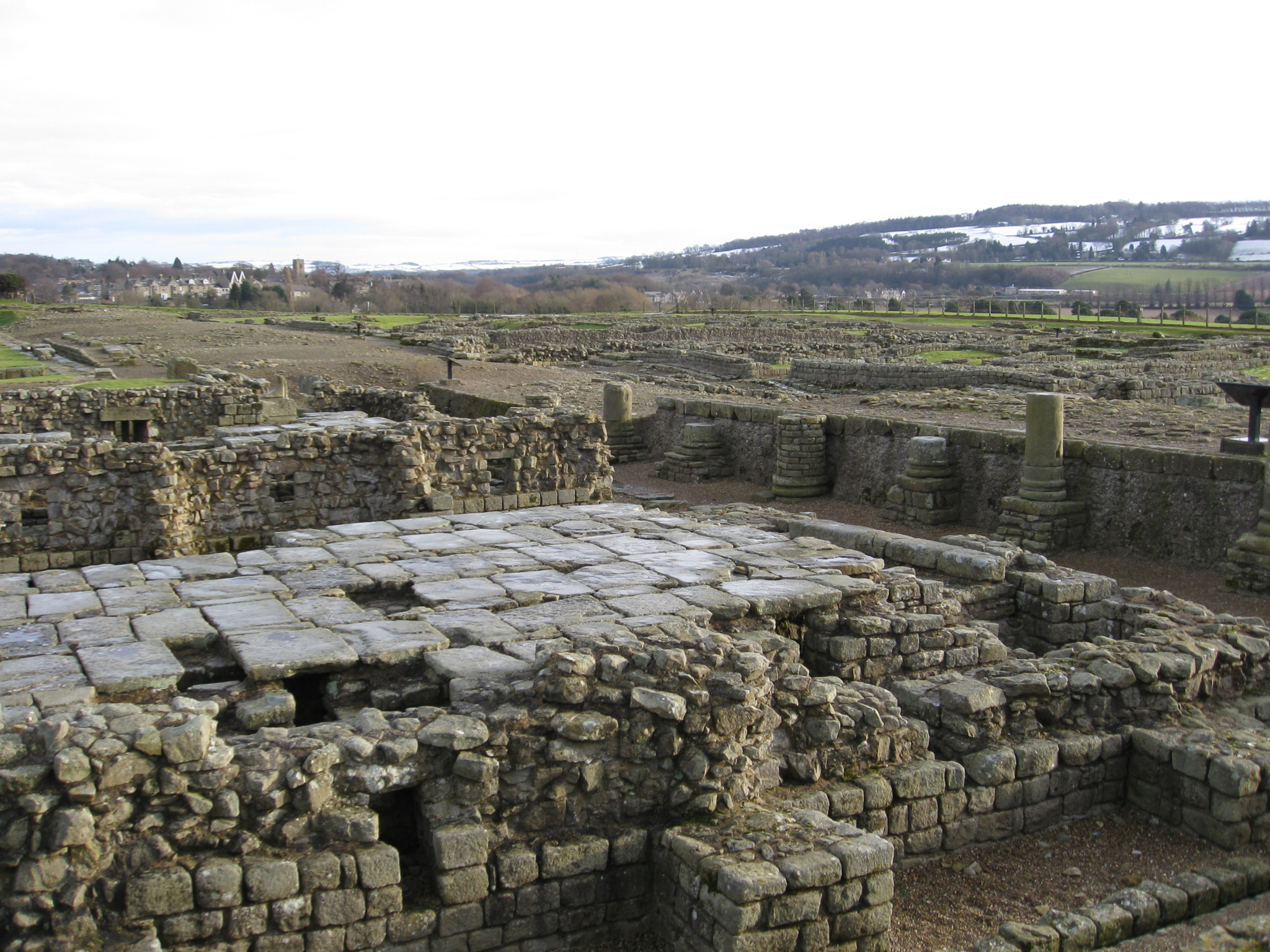

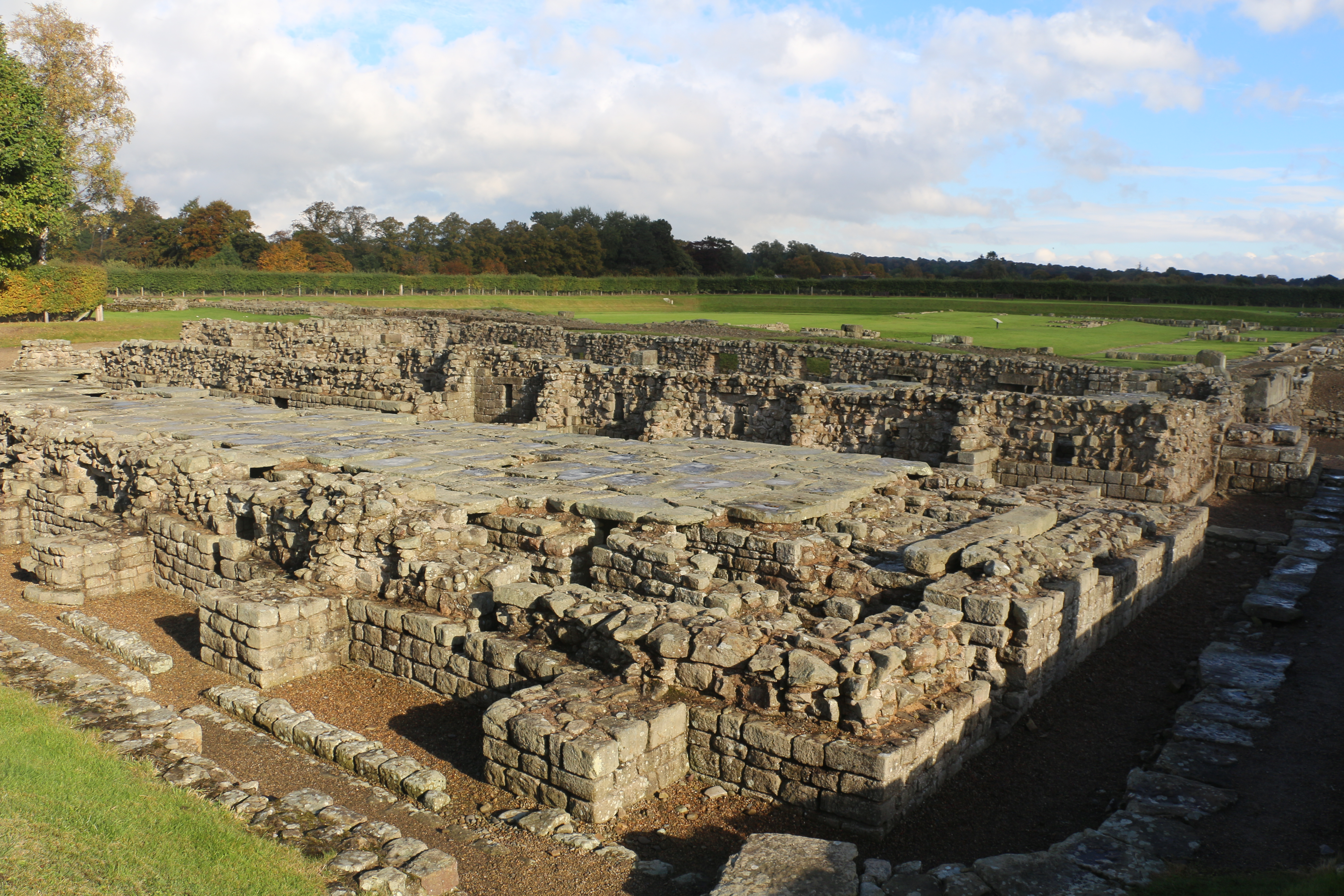
Grundmauern des westlichen Horreums

Die beiden von Nordost nach Südwest ausgerichteten Getreidespeicher (Horrea), deren Substrukturen höchstwahrscheinlich aus dem frühen 3. Jahrhundert n. Chr. stammen, sind die am besten erhaltenen Exemplare in Großbritannien und standen nördlich des Stanegate. Vermutlich wurden sie im frühen 2. Jahrhundert errichtet, zwischendurch aufgegeben und etwas später (wohl zu Anfang des 3. Jahrhunderts) dann doch noch fertiggestellt. An der Südseite der Speicher standen vier Steinsäulen eines weit vorgezogenen Portikus, der die Laderampen vor der Witterung schützen sollte. Ihre Basen waren durch die stetige Anhebung des Niveaus des Straßenbanketts im 3. und 4. Jahrhundert vollständig zugeschüttet worden. Zu sehen sind noch die Basen der Mauern und Stützpfeiler, die weitgehend intakt gebliebenen Doppelböden und Unterflurkanäle. Die aus massiven Steinplatten bestehenden Böden ruhen auf niedrigen Steinwänden mit Kanälen zwischen ihnen. Diese Kanäle sorgten dafür, dass Frischluft unter dem Boden zirkulieren konnte, und das darüber gelagerte Getreide trocken blieb. Die Unterflurkanäle waren mit Steinpfeilern unterteilten Öffnungen in den Außenwänden verbunden. Am östlichen Getreidespeicher ist noch einer dieser Steinpfeiler an einem Lüftungsschlitz in situ (Ostseite) zu sehen, der einzige in Großbritannien der die Jahrhunderte unbeschadet überdauert hat. Die Außenmauern waren durch jeweils 19 quadratische Pfeiler verstärkt. Im Westen und Norden waren die Speicher winkelförmig von einer niederen Mauer umgeben. Einer der Getreidespeicher wurde von Legionären während der severischen Feldzüge zwischen 198 und 209 letztmals renoviert bzw. fertiggestellt, wie eine am Südwestturm der Hexham Abbey gefundene Inschrift berichtet. Im westlichen Speichergebäude wurde eine als Bodenplatte zweitverwendete Bauinschrift der Legio II entdeckt.

### Streifenhaus
Nordöstlich der Getreidespeicher, direkt neben dem Aquädukt, stand ein rechteckiges Gebäude, ein sog. Streifenhaus. Abgesehen davon, dass dort 1908 ein aus achtundvierzig Goldmünzen bestehender Hort aus dem späten 4. Jahrhundert gefunden wurde, war es archäologisch ohne große Bedeutung. Wahrscheinlich kam der Hort um 383 in den Boden.

### Macellum

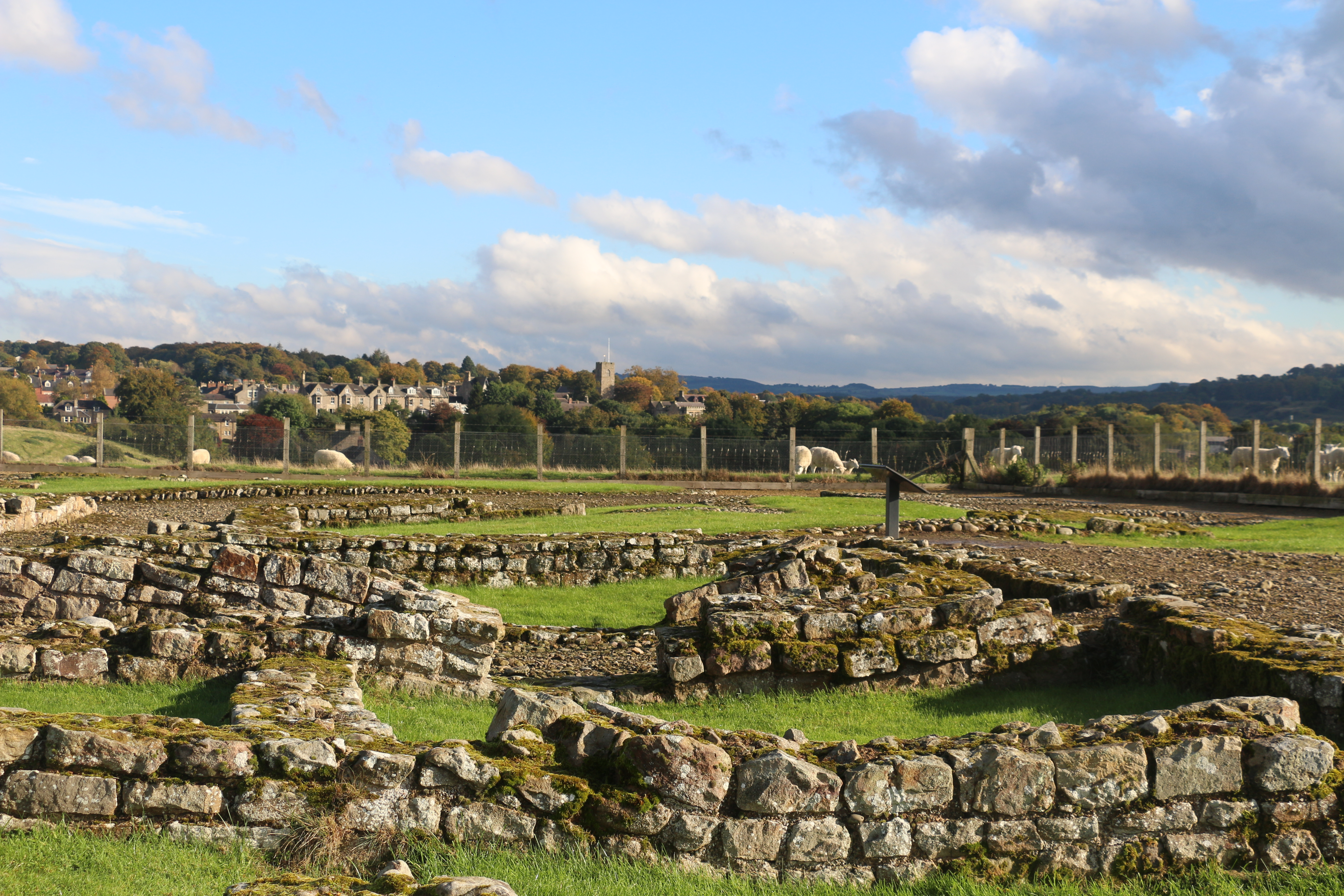
Südostecke des Macellums

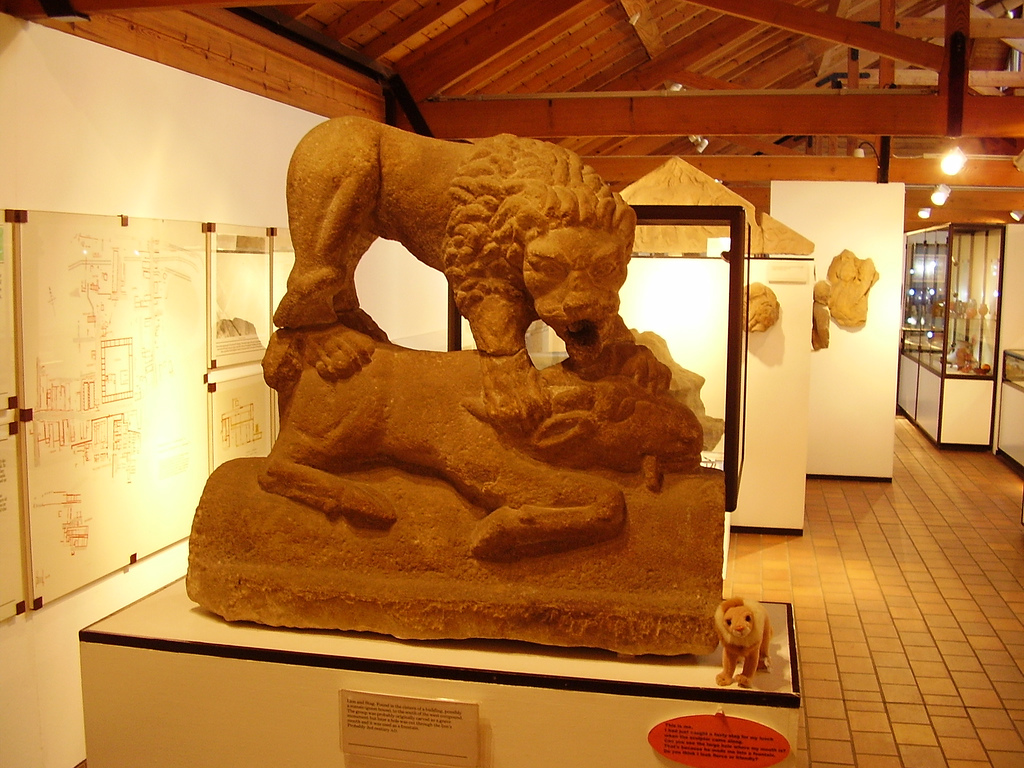
Corbridge Lion

Die heute noch sichtbaren Fundamente gehörten zu einer, weitläufigen, 67 × 65,5 Meter messenden, quadratischen Gebäudestruktur mit Innenhof (sog. Gebäude 11). Nach seiner Freilegung waren sich die Archäologen über seine Interpretation lange uneins. Haverfield dachte, es sei eine Art Legionärskaserne, Forster hingegen plädierte für ein Forum. Vermutlich war es tatsächlich als Warenlager und Macellum (Marktplatz) angelegt worden. Als Vorbild könnte das von Kaiser Nero in Rom erbaute Macellum Magnum gedient haben. Es stand direkt am Stanegate. Mit seiner Errichtung wurde wahrscheinlich im späten 2. Jahrhundert begonnen. Die Neubewertung der dort gemachten Funde aus den Ausgrabungen im 20. Jahrhundert legen nahe, dass zwischen 160 und 185 sein Grundstein gelegt wurde. Es wurde bald danach durch ein Feuer zerstört, zu diesem Zeitpunkt war es allerdings noch unvollendet. Einige Forscher nehmen an, dass dies im Zuge eines Barbareneinfalls in den frühen 180er Jahren geschah. Sein Mauerwerk ist von hoher handwerklicher Qualität. Das Gebäude war aus massiven, eng gesetzten Blöcken ohne Mörtelverbindung erbaut. Die Blöcke haben markante Vorsprünge, wie man sie von griechischen und römischen Gebäuden im Mittelmeerraum kennt. Besonders die Kanten der Blöcke waren sorgfältig bearbeitet und geschliffen worden. Lediglich die Straßenfront und ein Teil der Seitenflügel des Gebäudes wurden fertiggestellt (West- und Südflügel). Die nördlichen Fundamente waren sehr flach ausgelegt. Seine südlichen Räume dürfte später in kleine Läden umgewandelt deren Front zur Hauptstraße hin offen waren. Auch die breiten Eingänge zu den Räumen deuten darauf hin, dass dort Waren gelagert und verkauft wurden. Es handelte sich im Wesentlichen um ein Peristylhaus mit einem Wasserbecken im Hof. Letzteres war mit einer Statuengruppe dekoriert (heute im Corbridge-Museum ausgestellt). Die Skulptur stellt einen Löwen dar, der einen Rehbock reißt. Vermutlich diente sie ursprünglich als Grabornament.

### Töpferwerkstatt
In der südwestlichen Ecke der Ausgrabungsstätte fand man im Jahr 1906 Mauerstrukturen und große Mengen an Keramikfragmenten. Vermutlich diente das Gebäude als Töpferwerkstätte oder -laden.

### Brunnen

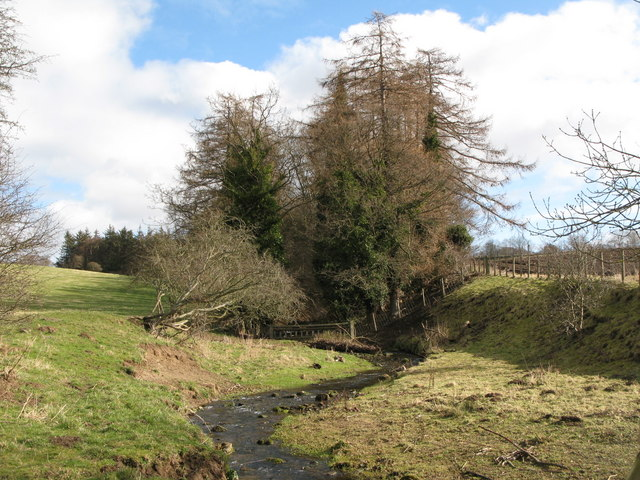
Der Cor Burn diente zur Wasserversorgung der antiken Stadt

Das Brunnenhaus war der Hauptverteiler für Frischwasser in der Stadt. Zwischen dem Macellum und den Getreidespeichern führt eine in Stein errichtete Wasserleitung (Aquädukt) zu einem öffentlichen Brunnen am Stanegate. Das Bauwerk war ein weiterer wichtiger Schritt von der Entwicklung vom reinen Militärstützpunkt zur Stadt. Es entstand wohl kurz nachdem die Holz-Erde-Kastelle eingeebnet worden waren. Der Aquädukt lief von einem höher gelegenen Terrain im Norden (Cor Burn) her – direkt durch das ehemalige Badehaus des Kastells – ins Zentrum von Coria. Erbaut wurde er von der Legio XX Valeria Victrix, die dies in einer Bauinschrift vermerkte. Er bestand aus einem kleinen Fortunaschrein, einem giebelförmigen Wasserspeier und zwei stufenförmig angelegten Wasserbecken, flankiert von zwei Statuenpodesten. Im Oberteil der Anlage durchfloss es zuerst eine ornamentale Gussöffnung, die das Wasser belüften und reinigen sollte. Danach strömte es in ein Absetzbecken, das dann wiederum ein tiefer gelegenes Becken füllte, aus dem man dann das saubere Wasser schöpfen konnte. Entwässert wurde die Anlage durch einen Kanal der neben den Kornspeichern nach Süden verlief. Die Ränder des unteren Wassertrogs weisen tiefe Rillen auf, vielleicht nicht unbedingt nur durch das Schärfen von Klingen, sondern wohl auch durch jahrhundertelangen zivilen Gebrauch.

## Tempelbezirk
Der in zwei Areale (West, Ost) unterteilte Kultbezirk von Corstopitum befand sich nordwestlich bzw. nordöstlich der beiden Militärkomplexe. Alle bisher dort entdeckten Kultbauten scheinen im klassisch-römischen Stil erbaute Straßentempel gewesen zu sein. In der östlichen Enklave befanden sich mindestens fünf solcher Kultbauten (1–5), in der westlichen Enklave zwei (6–7). Die in Corbridge im Laufe der Jahre geborgenen Altarsteine und religiöse Artefakte konnten aber keinem dieser Götterschreine zugeordnet werden.

### Tempel I
Die Plattform dieses Gebäudes bestand aus aufgeschüttetem Erdreich, das von Stützmauern aus behauenen Steinen mit einer Breite von 7,40 und einer Länge von 10 Meter eingefasst war. An der Nordfassade standen fünf – in unregelmäßigen Abständen angeordnete – Säulen. Deren Basen maßen 0,3 Meter im Quadrat, sie dürften zwischen 3 und 3,60 Meter hoch gewesen sein. Zumindest die Nordostecke des Tempels wurde möglicherweise während des Barbareneinfalls von 296 zerstört.

### Tempel II
Der Tempel stand an der Ostseite von Tempel I. Seine Plattform war 9,4 Meter breit und mindestens 16,9 Meter lang. An der Vorderfront standen vier Säulen, zwei an beiden Seiten des Eingangs zur Cella, dem Allerheiligsten des Tempels. Der Hof war von einer überdachten Kolonnade umgeben. Im hinteren Teil des Hofes stieß man auf eine massive Steinplattform, auf der wahrscheinlich ein Altar aufgestellt war.

### Tempel III
Er stand östlich von Tempel II. Erkennbar ist nur die Vorderseite seine 27 Meter breiten Plattform.

### Tempel IV
Er stand nordöstlich von Tempel III, hinter dem Tempel V, im Gegensatz zu den o.a. Tempeln, die nach Westen oder nach Osten ausgerichtet waren. Seine Plattform war 8,7 Meter breit und 9,7 Meter lang.

### Tempel V
Das Gebäude war von Ost nach West ausgerichtet. Seine Plattform war 8 Meter breit und mindestens 13 Meter lang. Er war über den Resten von Tempel III und IV errichtet worden.

### Tempel VI
Dieser Tempel stand in der westlichen Enklave des Tempelbezirks. Seine Plattform maß 3,6 × 7,3 Meter. Er ist der kleinste der bisher in Corbridge bekannten Kultbauten. Er war von Nord nach Süd, seine Front wahrscheinlich nach Norden, zur Hauptstraße der Zivilstadt hin ausgerichtet.

### Tempel VII
Er lag unmittelbar südlich von Tempel VI. Bekannt ist nur die südöstlichen Ecke seiner Plattform. Wahrscheinlich war das Gebäude von Ost nach West ausgerichtet.

## Tynebrücke

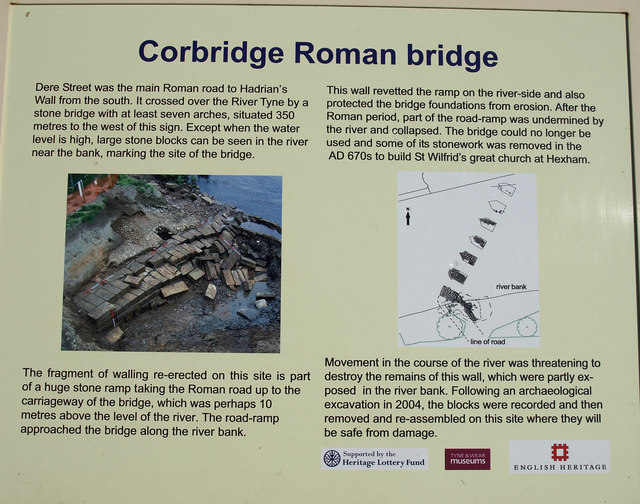
Schautafel am Standort der Brücke

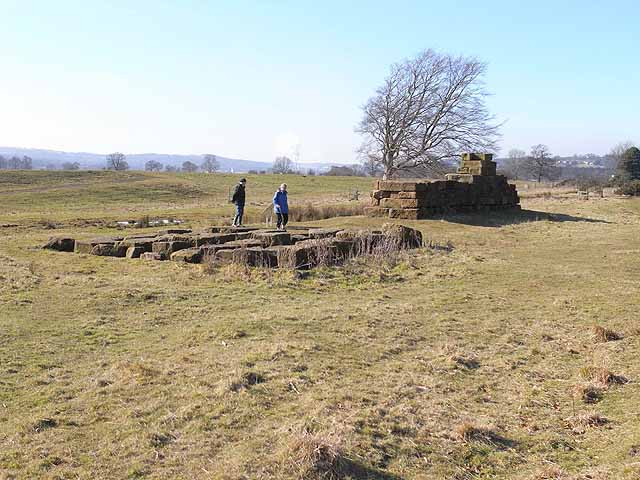
Aus dem Tyne geborgene Steinblöcke der römischen Brücke

In Corbridge stand in römischer Zeit eine Brücke, auf der die Dere Street den Tyne überquerte. Bei Niedrigwasser kann man noch heute ihre Pfeilerfundamente sehen. Die auf insgesamt sieben Bögen ruhende Brücke war etwa 10 Meter hoch und bestand vollkommen aus Stein. Die Fahrbahn wurde vermutlich von einer Balustrade gesäumt auf der – auf 0,8 Meter breiten, achteckigen Basen – Statuen aufgestellt waren. Die Auffahrtsrampe wurde im Laufe der Zeit unterspült und stürzte irgendwann während des Frühmittelalters in den Fluss. Damit war die Brücke – zumindest für Fuhrwerke – unbenutzbar geworden. Sie wurde schließlich durch die Verlagerung des Flussbetts völlig nutzlos und abgetragen. Das Steinmaterial wurde 670 u. a. zum Bau der St.-Wilfrieds-Kirche in Hexham verwendet. 300 Blöcke ihrer südlichen Auffahrtsrampe wurden im Winter 2004–2005 aus dem Flussbett geborgen und weiter stromaufwärts, 350 Meter von der heutigen Tynebrücke entfernt, aufgestapelt.

## Wirtschaft
Der Wohlstand von Corbridge beruhte wahrscheinlich zum größten Teil auf Dienstleistungen und den Warenaustausch mit den Besatzungen des Hadrianswalls. Zu einem wichtigen Markt- und Handelszentrum für die indigenen Briten des Umlandes wurde es wohl erst nach 200 n. Chr. Villa rustica und andere Anzeichen für die Urbarmachung des Landes durch eine romanisierte Elite fehlen bis heute in ihrem Hinterland.

## Kult und Religion
Zu den vor Ort ausgeübten Kulten zählten der des romano-britischen Gottes Apollo Maponus und des aus Syrien stammenden Jupiter Dolichenus. Ob auch das Christentum hier schon Fuß gefasst hatte, ist noch umstritten. Über 20 Altarsteine wurden in Corbridge freigelegt, die den klassischen Gottheiten aus dem Pantheon der Griechen und Römer gewidmet sind.
Die meisten Altäre sind die des Apollo Maponus (vier Stück), ihnen folgen drei Widmungen für den germanischen Gott Veterus, einer germanischen Gottheit, die in Britannien noch unter einer Vielzahl anderer Namen verehrt wurde (Veter, Veteres, Viter und Votris). Die anderen Götter, von denen noch mehr als ein Altar bekannt ist, sind Jupiter Dolichenus und die Diszipla mit jeweils zwei Widmungen. Jeweils ein Exemplar waren Gottheiten wie der ursprünglich aus dem semitischen Raum stammenden Astarte, der Concordia, der Diana, dem Hercules (verfasst auf Griechisch), dem Mercurius (Relief), der Minerva, der Panthea, dem Silvanus, dem Sol Invictus (Mithras) und der Victoria gewidmet; Sechs weitere Inschriftensteine waren für Götter deren Namen jedoch unleserlich oder unbekannt ist angefertigt worden.

## Gräberfeld

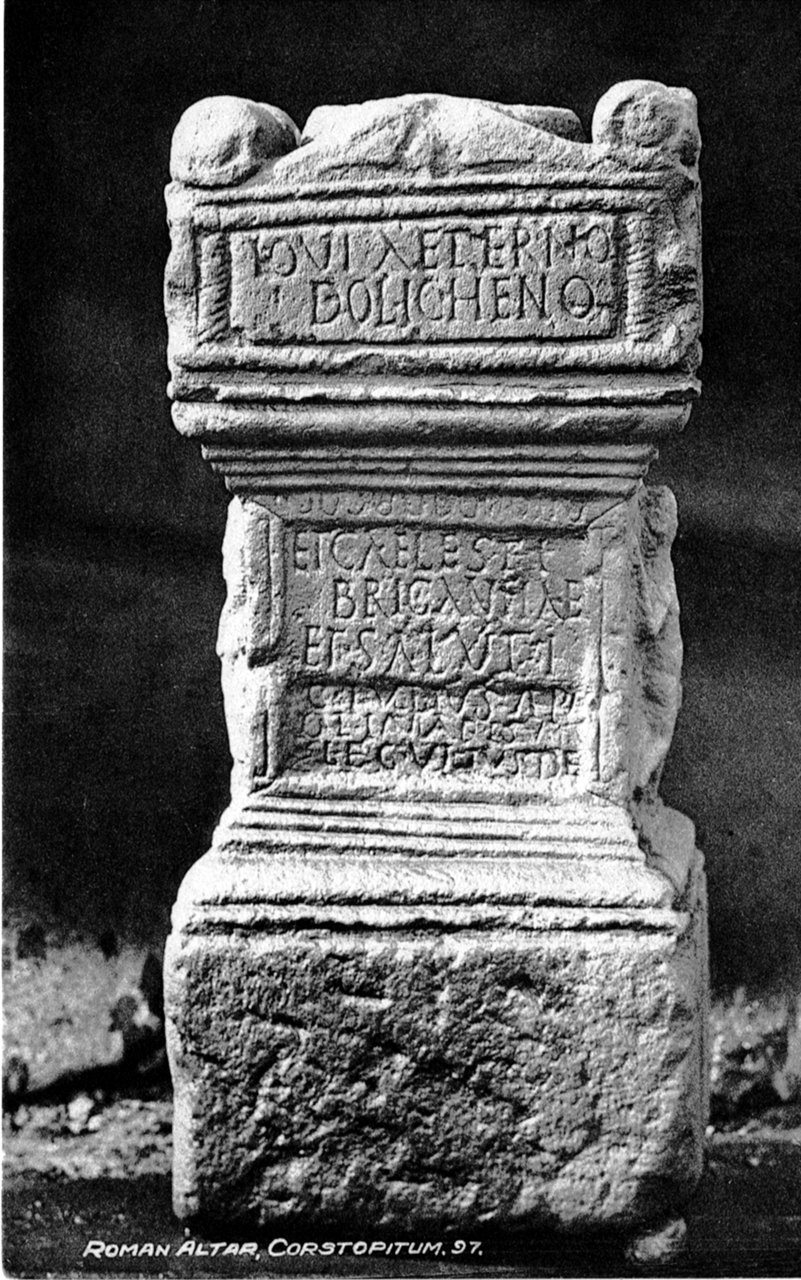
Iupiter Dolichenus Altar aus Corbridge

Dass es in Corbridge auch ein Gräberfeld gegeben haben muss, beweisen die Funde von mehreren Grabsteinen. Einer war von Julius Primus für seine verstorbene Gattin gestiftet worden. Auf dem Grabsteinen der Soldaten […]rathes von Palmyra und Flavius, wurden ihre Lebensjahre angegeben, 68 und 27 Jahre. Ein anderes Exemplar wurde von Nobilis für ihre Tochter Ahteha gesetzt. Ahteha könnte auf einen germanischen Namen, zum Beispiel Ahtard oder Āctohildis, zurückgehen. Auch Kinder wurden auf dem Gräberfeld beigesetzt: Ein Stein wurde von Sudrenus für Ertola/Vellibia in Auftrag gegeben. Sie lebte nur vier Jahre und 60 Tage, ein anderer stand auf dem Grab der Julia Materna die im Alter von sechs Jahren verstarb. Der Stein wurde von ihren Vater, Julius Marcellinus, gesetzt.